# Bandiera d'Italia
(Goffredo Mameli, Il Canto degli Italiani, vv. 16-17)
La bandiera d'Italia, conosciuta anche per antonomasia come il Tricolore, è il vessillo nazionale della Repubblica Italiana. È una bandiera tricolore e presenta, partendo dall'asta, il verde, il bianco e il rosso, colori nazionali dell'Italia, a tre bande verticali di eguali dimensioni; è così definita dall'articolo 12 della Costituzione della Repubblica Italiana, pubblicata sulla Gazzetta Ufficiale n. 298, edizione straordinaria del 27 dicembre 1947. La legge ne regolamenta utilizzo ed esposizione, tutelandone la difesa e prevedendo il reato di vilipendio alla stessa; ne prescrive altresì l'insegnamento nelle scuole insieme agli altri simboli patri italiani.
Alla bandiera italiana è dedicata la Festa del Tricolore, istituita dalla legge 31 dicembre 1996, n. 671, che si tiene ogni anno il 7 gennaio. Questa celebrazione commemora la prima adozione ufficiale del tricolore come bandiera nazionale da parte della Repubblica Cispadana, che avvenne a Reggio Emilia il 7 gennaio 1797, a seguito della Rivoluzione francese e della discesa di Napoleone Bonaparte in Italia; la Repubblica Cispadana propugnò tra i suoi ideali l'autodeterminazione dei popoli. I colori nazionali italiani erano comparsi per la prima volta a Genova il 21 agosto 1789 su una coccarda tricolore, mentre il primo stendardo militare verde, bianco e rosso, a tre bande verticali, era stato adottato dalla Legione Lombarda a Milano l'11 ottobre 1796.
La considerazione popolare per la bandiera tricolore crebbe costantemente, sino a farla diventare uno dei simboli più importanti del Risorgimento, che culminò il 17 marzo 1861 con la proclamazione del Regno d'Italia, di cui il tricolore assurse a vessillo nazionale. La bandiera italiana ha attraversato più di due secoli di storia d'Italia, salutandone tutti gli avvenimenti più importanti.

## Storia

### La nascita dei colori nazionali italiani su una coccarda

La coccarda francese tricolore, uno dei simboli della rivoluzione

Anche la bandiera italiana, come altri vessilli nazionali, si ispira a quella francese, introdotta dalla Rivoluzione nell'autunno del 1790 sulle navi da guerra della Marine nationale e simbolo del rinnovamento indotto dal giacobinismo delle origini.
Il 12 luglio 1789, due giorni prima della presa della Bastiglia, il giornalista rivoluzionario Camille Desmoulins, mentre arringava la folla parigina alla rivolta, chiese ai manifestanti quale colore adottare come simbolo della Rivoluzione francese, proponendo il verde speranza oppure il blu della Rivoluzione americana, come simbolo di libertà e democrazia: i manifestanti risposero "Il verde! Il verde! Vogliamo delle coccarde verdi!". Desmoulins colse quindi una foglia verde da terra e se l'appuntò al cappello come segno distintivo dei rivoluzionari. Il verde, nella primigenia coccarda francese, fu abbandonato dopo un solo giorno in favore del blu e del rosso, perché esso era anche il colore del fratello del re, il reazionario conte d'Artois, che diventò monarca dopo la Restaurazione con il nome di Carlo X. La coccarda francese tricolore si completò poi, in seguito a eventi successivi, con l'aggiunta del bianco, colore dei Borbone, in ossequio al re Luigi XVI, che era ancora regnante nonostante le violente rivolte che imperversavano nel Paese (la monarchia francese fu abolita infatti tre anni dopo, il 10 agosto 1792). Secondo altre interpretazioni invece il bianco sarebbe stato scelto in quanto colore della Nazione.
Poco dopo gli eventi rivoluzionari francesi, anche in Italia iniziarono a diffondersi estesamente gli ideali di innovazione sociale — sulla scorta dell'approvazione della Dichiarazione dei diritti dell'uomo e del cittadino del 1789 — e successivamente anche politica, con i primi fermenti patriottici indirizzati all'autodeterminazione nazionale: per tale motivo la bandiera francese blu, bianca e rossa diventò prima riferimento dei giacobini italiani e in seguito fonte di ispirazione per la creazione di un vessillo identitario italiano.
Le prime sporadiche dimostrazioni favorevoli agli ideali della Rivoluzione francese da parte della popolazione italiana avvennero nell'agosto del 1789, con la comparsa, soprattutto nello Stato Pontificio, di coccarde di fortuna costituite da semplici foglie verdi di alberi che erano appuntate sui vestiti dei manifestanti richiamando analoghe proteste avvenute in Francia agli albori della rivoluzione, poco tempo prima dell'adozione della coccarda francese tricolore. 

La coccarda italiana tricolore

In seguito la popolazione italiana iniziò a usare coccarde vere e proprie realizzate in stoffa: al verde delle foglie degli alberi, già impiegato in precedenza, furono aggiunti il bianco e il rosso, in modo da richiamare in maniera più marcata gli ideali rivoluzionari rappresentati dal tricolore francese; in particolare, la prima traccia documentata della comparsa della coccarda tricolore italiana è datata 21 agosto 1789: negli archivi storici della Repubblica di Genova è riportato che testimoni oculari avessero visto aggirarsi per la città alcuni manifestanti aventi appuntata sui vestiti:
(Archivio storico della Repubblica di Genova)
Le gazzette italiane dell'epoca avevano infatti ingenerato confusione sui fatti francesi, in particolar modo omettendo la sostituzione del verde con il blu e il rosso, e riportando l'erronea notizia che il tricolore francese fosse verde, bianco e rosso; in aggiunta a ciò, non era ancora avvenuta una presa di coscienza nazionale vera e propria, tant'è che per un breve periodo molti manifestanti italiani continuarono erroneamente a credere che la coccarda verde, bianca e rossa rappresentasse il tricolore francese: il loro obiettivo era infatti solo quello di manifestare l'adesione agli ideali della rivoluzione d'oltralpe. Il verde, una volta chiarito l'errore, fu poi mantenuto dai giacobini italiani perché rappresentava la natura e quindi — metaforicamente — anche i diritti naturali, ovvero l'uguaglianza e la libertà.
Il verde, il bianco e il rosso applicati su una coccarda tricolore ricomparirono durante la fallita sommossa di Bologna contro lo Stato Pontificio del 13-14 novembre 1794 per opera di Luigi Zamboni e Giovanni Battista De Rolandis. Questa genesi è invero contestata da alcuni studiosi, che sostengono la tesi per la quale le coccarde di Zamboni e De Rolandis fossero in realtà bianche e rosse (associando invece questi colori allo stemma di Bologna), con inserti verdi non voluti, visto che furono aggiunti sotto forma di fodera.
Gli storici sono invece unanimi sul fatto che dopo gli eventi di Bologna la coccarda italiana tricolore sia apparsa nel 1796 a Milano: queste coccarde, aventi la tipica forma circolare, avevano il rosso all'esterno, il verde in posizione intermedia e il bianco al centro; i colori nazionali italiani esordirono quindi su una coccarda.

### Gli stendardi di Cherasco

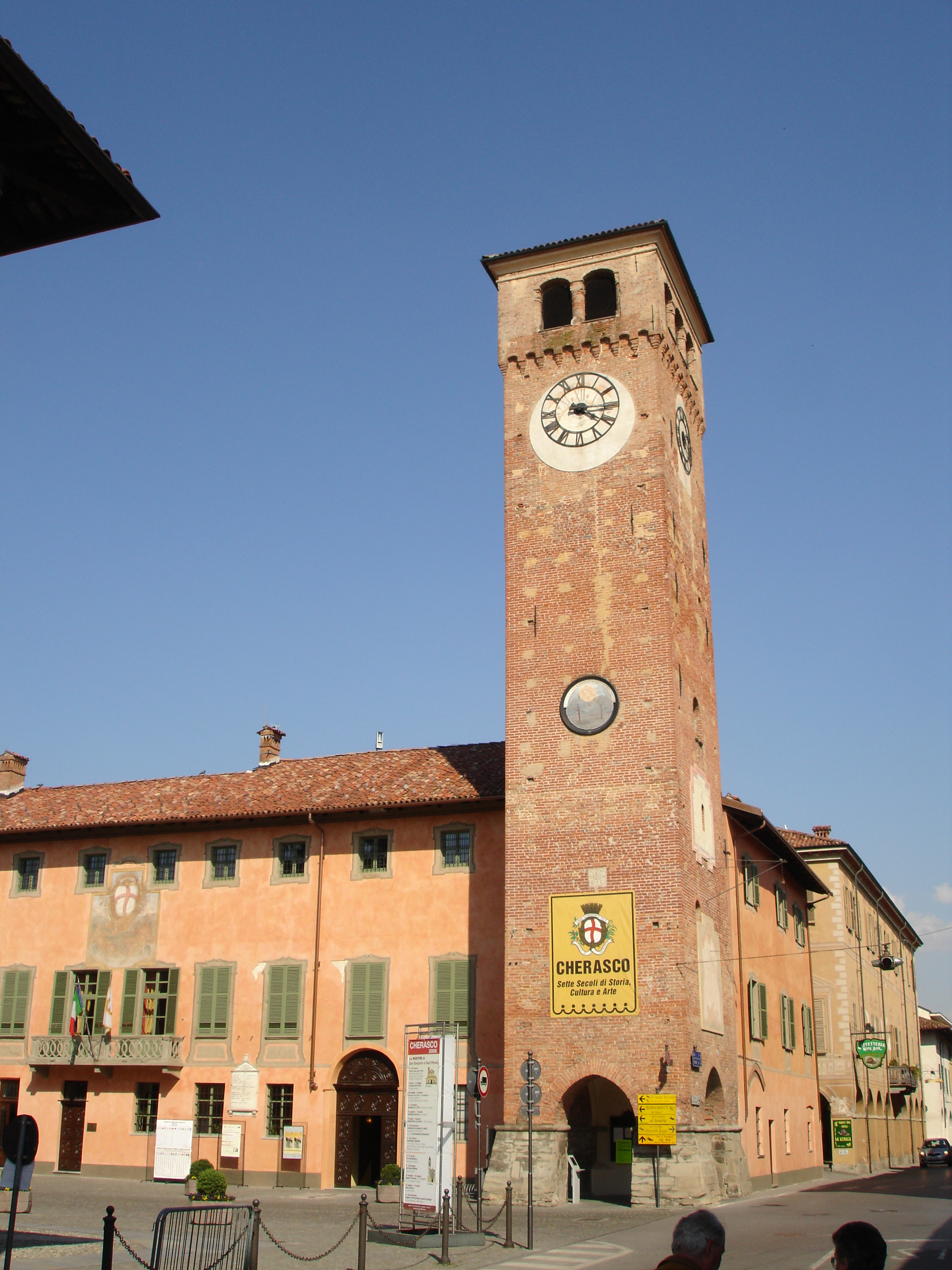
La torre del municipio di Cherasco

La traccia documentata più antica che cita la bandiera tricolore italiana è legata alla prima discesa di Napoleone Bonaparte nella penisola italiana. Con l'avvio della prima campagna d'Italia, in molti luoghi i giacobini della penisola insorsero contribuendo, insieme ai soldati italiani inquadrati nell'esercito francese, alle vittorie transalpine.
Questo rinnovamento fu accettato dagli italiani nonostante fosse legato alle convenienze della Francia napoleonica, che aveva forti tendenze imperialistiche, perché la nuova situazione politica era migliore di quella precedente: il legame a doppio filo con la Francia era infatti molto più accettabile dei secoli passati nell'assolutismo.
Durante la prima campagna d'Italia, Napoleone Bonaparte, al comando dell'Armata d'Italia, conquistò gli Stati in cui era divisa la penisola italiana fondando nuovi organismi statali repubblicani che si ispiravano agli ideali rivoluzionari francesi. Tra il 1796 e il 1799 nacquero, tra le altre, la Repubblica Piemontese, la Repubblica Cispadana, la Repubblica Transpadana, la Repubblica Ligure, la Repubblica Romana, la Repubblica Anconitana e la Repubblica Napoletana.
Il primo territorio a essere conquistato da Napoleone fu il Piemonte; nell'archivio storico del comune piemontese di Cherasco è conservato un documento che attesta, il 13 maggio 1796, in occasione dell'omonimo armistizio tra Napoleone e le truppe austro-piemontesi (con cui Vittorio Emanuele I di Savoia cedette Nizza e la Savoia alla Francia per porre fine alla guerra), il primo accenno al tricolore italiano, riferendosi a stendardi comunali issati su tre torri del centro storico:
(Documento conservato presso il comune di Cherasco)
Sul documento il termine «verde» è stato successivamente barrato e sostituito da «bleu», cioè dal colore che forma — insieme al bianco e al rosso — la bandiera francese.

### La bandiera militare della Legione Lombarda
Inizialmente, il tricolore francese fu innalzato da molte città: il nuovo conquistatore non era, come in tempi antichi, geloso dei propri colori, ma orgoglioso che essi fossero messi in mostra, essendo questi i simboli di un esercito conquistatore e di un popolo vittorioso. È alla bandiera francese che i documenti, almeno fino all'ingresso dell'esercito napoleonico italiano a Milano nell'ottobre 1796, fanno riferimento quando usano il termine "tricolore".
L'11 ottobre 1796 Napoleone comunicò al Direttorio la nascita della Legione Lombarda, un'unità militare costituita dall'Amministrazione generale della Lombardia, governo che faceva capo alla Repubblica Transpadana. Su questo documento, in riferimento alla sua bandiera di guerra, che ricalcava il tricolore francese e che fu proposta a Napoleone dai patrioti milanesi, è riportato che:
(Napoleone Bonaparte)

Lo stendardo dei cacciatori a cavallo della Legione Lombarda

A tal proposito, uno dei patrioti milanesi filo-napoleonici, l'avvocato Giovanni Battista Sacco, dichiarò:
(Giovanni Battista Sacco)
La Legione Lombarda fu quindi il primo reparto militare italiano a dotarsi d'un vessillo tricolore come insegna. Secondo fonti più autorevoli, la scelta effettuata dai membri della Legione Lombarda di sostituire il blu della bandiera francese con il verde fu altresì legata al colore delle divise della Milizia cittadina milanese, i cui componenti, fin dal 1782, indossavano un'uniforme di questa tonalità, ovvero un abito verde con mostrine rosse e bianche; per siffatta ragione, in dialetto milanese, i membri di questa guardia comunale erano popolarmente chiamati remolazzit, ovvero «piccoli ravanelli», richiamando le rigogliose foglie verdi di questo ortaggio.
Il bianco e il rosso erano anche peculiari dell'antichissimo stemma comunale di Milano, e parimenti comuni sulle divise militari lombarde dell'epoca. Non fu quindi un caso che il tricolore verde, bianco e rosso fosse scelto come insegna dalla Legione Lombarda.
La prima approvazione ufficiale della bandiera italiana da parte delle autorità fu quindi come insegna militare della Legione Lombarda e non ancora come bandiera nazionale di uno Stato italiano sovrano. Il 6 novembre 1796 la prima coorte della Legione Lombarda ricevette il proprio vessillo tricolore nel corso di una solenne cerimonia alle ore cinque pomeridiane in piazza del Duomo a Milano. La bandiera si presentava divisa in tre fasce verticali, riportando la scritta "Legione Lombarda" e il numero di coorte, mentre al centro si stagliava una corona di quercia racchiudente un berretto frigio e una squadra massonica con pendolo.
Bandiere della stessa foggia furono assegnate anche alle altre cinque coorti costituite. Tutti e sei i vessilli sono ancora esistenti: cinque esposti all'Heeresgeschichtliches Museum di Vienna e uno al musée de l'Armée di Parigi. Con il susseguirsi delle vittorie militari di Napoleone e la conseguente nascita delle repubbliche favorevoli agli ideali rivoluzionari, in molte città italiane si assunsero, sugli stendardi militari, il rosso, il bianco e il verde quali simbolo di innovazione sociale e politica.

### La bandiera militare della Legione Italiana

Bandiera della Guardia civica modenese della Repubblica Cispadana

Dal 16 al 18 ottobre 1796, a Modena, si tenne un congresso che, attraverso l'attiva partecipazione di Bologna, Ferrara, Modena e Reggio Emilia, decretò la nascita della Repubblica Cispadana, con l'avvocato Antonio Aldini in qualità di presidente.
Tra i vari provvedimenti presi, il congresso deliberò la costituzione di una Legione Italiana, poi ridenominata Legione Cispadana, che avrebbe dovuto partecipare insieme alla Francia a una guerra contro gli austriaci; il vessillo militare di questa unità militare era composto da un tricolore rosso, bianco e verde, probabilmente ispirato dall'analoga decisione della Legione Lombarda:
[…] ART.VIII Ogni Coorte avrà la sua bandiera a tre colori Nazionali Italiani, distinte per numero, e adorne degli emblemi della Libertà. I numeri delle Coorti saranno estratti a sorte fra quelle formate delle quattro Provincie. […]»
(Decreto di costituzione della Legione Italiana)
Come già accennato, non si trattò ancora di una bandiera nazionale, ma nuovamente di una bandiera di guerra.

### Il vessillo civico della congregazione di Bologna
Il 19 giugno 1796 Bologna fu occupata dalle truppe napoleoniche. Di poco appresso, fu istituita una Guardia civica, che adottò una divisa identica a quella della Milizia cittadina milanese, ovvero un abito verde con mostrine rosse e bianche. Il 18 ottobre 1796, contestualmente alla costituzione della Legione Italiana, la congregazione filo napoleonica dei magistrati e deputati aggiunti di Bologna, al terzo punto della discussione, deliberò la creazione di un vessillo civico tricolore, questa volta sganciato dall'uso militare. Su un documento conservato nell'archivio di Stato di Bologna si può leggere:
(Delibera della congregazione di Bologna)
Conseguentemente all'adozione da parte della congregazione bolognese, il tricolore diventò simbolo politico della lotta per l'indipendenza dell'Italia dalle potenze straniere, avvalorato dal suo utilizzo anche in ambito civile. A questo vessillo bolognese, legato a una realtà comunale e quindi avente ancora respiro prettamente locale, e ai precedenti stendardi militari della Legione Lombarda e di quella Italiana, si ispirò poi la successiva adozione della bandiera italiana da parte di un organismo statale, la Repubblica Cispadana, che avvenne il 7 gennaio 1797.

### La bandiera nazionale della Repubblica Cispadana

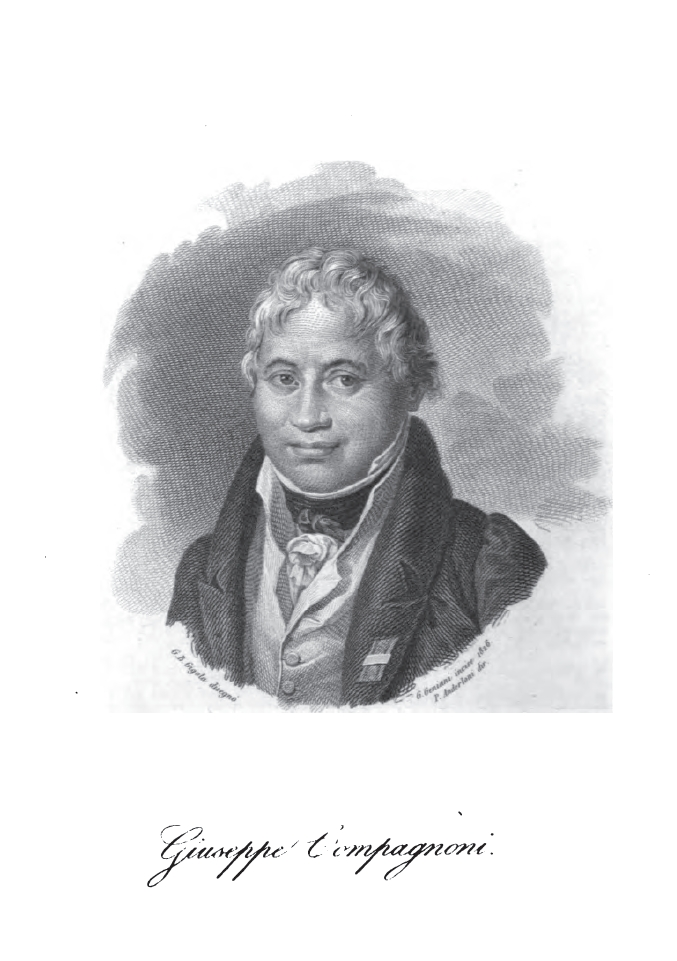
Giuseppe Compagnoni, il "padre del tricolore"

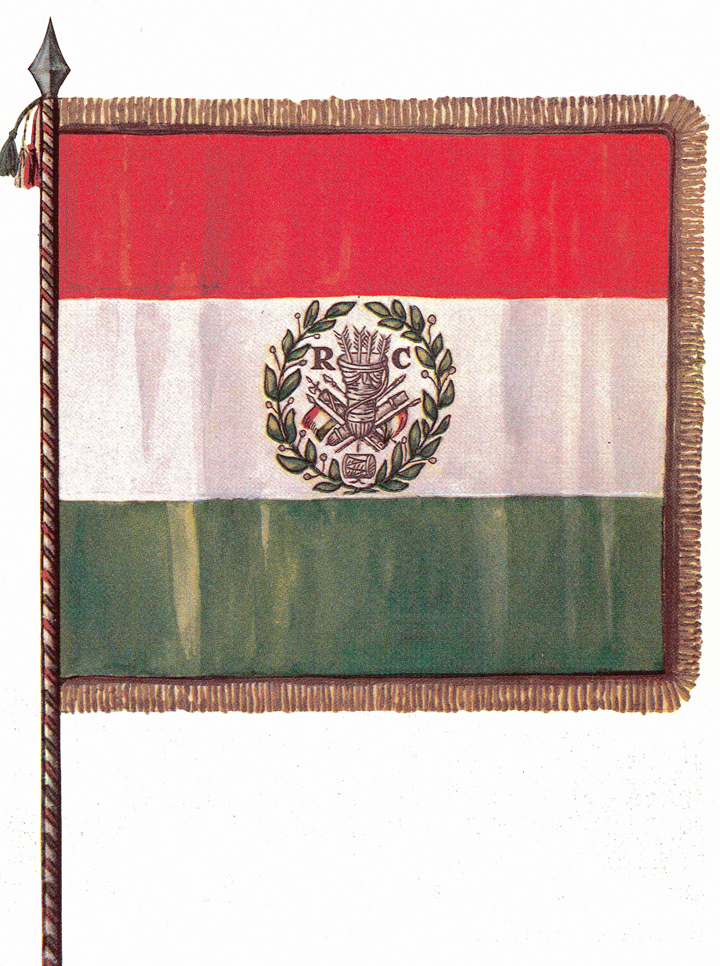
Bandiera della Repubblica Cispadana

A Reggio Emilia, il 27 dicembre 1796, in un'assemblea tenutasi in un salone del municipio della città (in seguito all'uopo ribattezzato Sala del Tricolore) 110 delegati presieduti da Carlo Facci approvarono la carta costituzionale della Repubblica Cispadana, comprendente i territori di Bologna, Ferrara, Modena e Reggio Emilia.
In riunioni successive furono decretati e ufficializzati molti provvedimenti, tra cui la scelta dell'emblema della neonata repubblica. Ad avanzare la proposta di adozione di una bandiera nazionale verde, bianca e rossa fu, in un'assemblea avvenuta il 7 gennaio, Giuseppe Compagnoni, che per questo è ricordato come il «padre del tricolore». Questo decreto di adozione recita:
(Verbale della riunione del 7 gennaio 1797 del congresso della Repubblica Cispadana)
La decisione del congresso di adottare una bandiera tricolore verde, bianca e rossa fu poi salutata da un'atmosfera giubilante, tanto era l'entusiasmo dei delegati, e da scrosci di applausi. La storica seduta del congresso non specificò le caratteristiche di questa bandiera con la determinazione della tonalità e della proporzione dei colori, e non precisò neppure la loro collocazione sul vessillo. Sul verbale della riunione di sabato 7 gennaio 1797, avvenuta anch'essa nella futura Sala del Tricolore, si può leggere:
[…] Fa pure mozione che si renda Universale lo Stendardo o Bandiera Cispadana di tre colori, Verde, Bianco e Rosso e che questi tre colori si usino anche nella Coccarda Cispadana, la quale debba portarsi da tutti. […]
[…] Dietro ad altra mozione di Compagnoni dopo qualche discussione, si decreta che l'Era della Repubblica Cispadana incominci dal primo giorno di gennaio del corrente anno 1797, e che questo si chiami Anno I della Repubblica Cispadana da segnarsi in tutti gli atti pubblici, aggiungendo, se si vuole, l'anno dell'Era volgare. Vien decretato. […]»
(Verbale della riunione del 7 gennaio 1797 del congresso della Repubblica Cispadana)

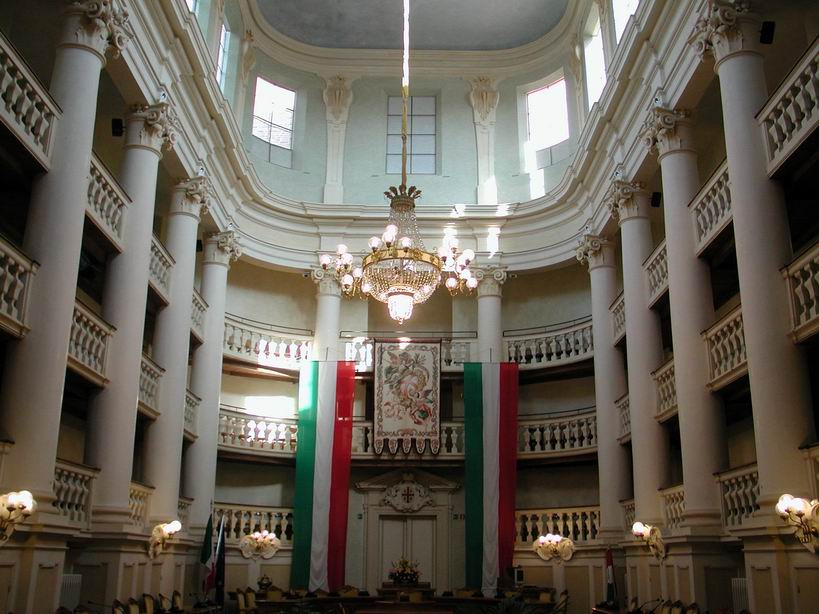
La settecentesca Sala del Tricolore, poi diventata sala consiliare del comune di Reggio Emilia, dove nacque la bandiera italiana

Per la prima volta il tricolore diventò ufficialmente bandiera nazionale di uno Stato italiano sovrano, sganciandosi dal significato militare e civico locale: con questa adozione la bandiera italiana assunse pertanto un'importante valenza politica. Nella seduta del 21 gennaio, tenutasi questa volta a Modena, dove nel frattempo erano stati spostati i lavori congressuali, la decisione fu resa esecutiva:
(Verbale della riunione del 21 gennaio 1797 del congresso della Repubblica Cispadana)
Il vessillo che fu poi utilizzato dalla Repubblica Cispadana si presentava interzato in fascia con il rosso in alto, al centro l'emblema della repubblica e ai lati le lettere R e C, ovvero le iniziali delle due parole che formano il nome dell'organismo statale.
La bandiera italiana fu esposta per la prima volta al pubblico nella città di Modena il 12 febbraio 1797; per celebrarne l'avvenimento, fu organizzato un corteo attraversante le vie della città, che passò alla storia con il nome di "passeggiata patriottica", con esponenti della Guardia civica e dell'esercito che le tributavano, solennemente, onore. Da questa data il tricolore italiano si diffuse anche al di fuori dei confini emiliani, soprattutto in Lombardia, e iniziò a essere esibito sempre più sovente, come vessillo militare, dai soldati napoleonici che combattevano in Italia.
A Bergamo fu decretato l'obbligo da parte dei civili di portare una coccarda tricolore appuntata sui vestiti, coercizione che fu sancita, il 13 maggio 1797, anche a Modena e Reggio Emilia. Anche senza bisogno di obblighi da parte delle autorità, la coccarda si diffuse sempre di più tra la popolazione, che la portava con fierezza, gettando le basi, insieme ad altri fattori, al Risorgimento.

### La bandiera nazionale della Repubblica Cisalpina

La bandiera della Repubblica Cisalpina

Pochi mesi dopo, il 29 giugno 1797, con l'unione tra le repubbliche Cispadana e Transpadana, si costituì la Repubblica Cisalpina, un organismo statale filo napoleonico di vaste dimensioni avente come capitale Milano.
Alla celebrazione formale della nascita nella neonata repubblica, che avvenne il 9 luglio nel capoluogo meneghino, parteciparono 300 000 persone (considerando altre fonti, molte meno: 25 000 persone), tra comuni cittadini, militari francesi e i rappresentanti dei maggiori comuni della repubblica. La manifestazione, che ebbe luogo al Lazzaretto di Milano, fu caratterizzata da un tripudio di bandiere e coccarde tricolori. Nell'occasione Napoleone diede solennemente ai reparti militari della neonata repubblica, dopo averli passati in rassegna, i loro vessilli tricolori.
Originariamente i colori della bandiera della Repubblica Cisalpina erano disposti orizzontalmente, con il verde collocato in alto, ma l'11 maggio 1798, il Gran Consiglio del neonato Stato scelse, come vessillo nazionale, un tricolore italiano con i colori disposti verticalmente:
(Delibera del Gran Consiglio della Repubblica Cisalpina)
In questo periodo nacque l'attaccamento della popolazione nei confronti della bandiera italiana, che iniziò a entrare nell'immaginario collettivo come simbolo del Paese.
Ciò valeva soprattutto nell'esercito, dove il vessillo militare tricolore era difeso a tutti i costi dalla cattura del nemico. Significativo fu un episodio che accadde il 16 gennaio 1801, durante la seconda Repubblica Cisalpina: l'ufficiale napoleonico Teodoro Lechi, in uno scontro con gli austriaci a Trento durante il quale era conteso un ponte sul fiume Adige, ebbe la peggio, ma prima di arrendersi decise di bruciare le bandiere tricolori del reparto militare per evitare che finissero nelle mani del nemico.

### La bandiera nazionale della Repubblica Italiana e quella del Regno d'Italia

Bandiera della Repubblica Italiana (1802-1805)

Bandiera del Regno d'Italia (1805-1814)

Con la trasformazione della Repubblica Cisalpina in Repubblica Italiana (1802-1805), ente statale che non comprendeva tutta la penisola italiana e che era anch'esso direttamente dipendente dalla Francia napoleonica, la disposizione dei colori sulla bandiera mutò in una composizione formata da un quadrato verde inserito in un rombo bianco a sua volta incluso in un riquadro rosso: da questa bandiera ha tratto ispirazione lo stendardo presidenziale italiano in uso dal 14 ottobre 2000. Il decreto di adozione della storica bandiera napoleonica, che è datato 20 agosto 1802, recita:
(Decreto di adozione della bandiera della Repubblica Italiana napoleonica)
Il vicepresidente della Repubblica Francesco Melzi d'Eril avrebbe voluto eliminare il verde dal vessillo ma, a causa dell'opposizione di Napoleone e delle «pressioni di forze morali massoniche democratiche», tale colore fu mantenuto.
Con la trasformazione della Repubblica Italiana in Regno d'Italia (1805-1814), anch'esso non comprendente l'intera penisola italiana, la bandiera non subì modifiche sostanziali. La spinta rivoluzionaria napoleonica subì nel frattempo un'involuzione, assumendo tinte più reazionarie: fu abolito, ad esempio, il calendario rivoluzionario francese, che fu sostituito dal ripristino dell'antico calendario gregoriano, e molti miti della Rivoluzione francese, come la presa della Bastiglia, furono messi in secondo piano.
Questo vento di cambiamento si ripercosse anche sull'uso delle bandiere e delle coccarde: il tricolore italiano fu sempre più sostituito da quello francese, con il blu della bandiera d'oltralpe che prese il posto del verde del vessillo italiano. Questo cambiamento fu anche formale: le fasce dei sindaci ora erano costituite dal tricolore francese e non più da quello italiano.
Nonostante queste limitazioni il tricolore verde, bianco e rosso penetrò preponderantemente nell'immaginario collettivo degli italiani assurgendo, a tutti gli effetti, a simbolo inequivocabile di italianità. In poco meno di vent'anni, la bandiera italiana, da semplice vessillo derivato da quello francese, aveva acquisito una sua peculiarità, divenendo assai celebre e conosciuta.

### Il Risorgimento e l'Unità d'Italia

#### Dai moti del 1821 alle rivolte del 1848

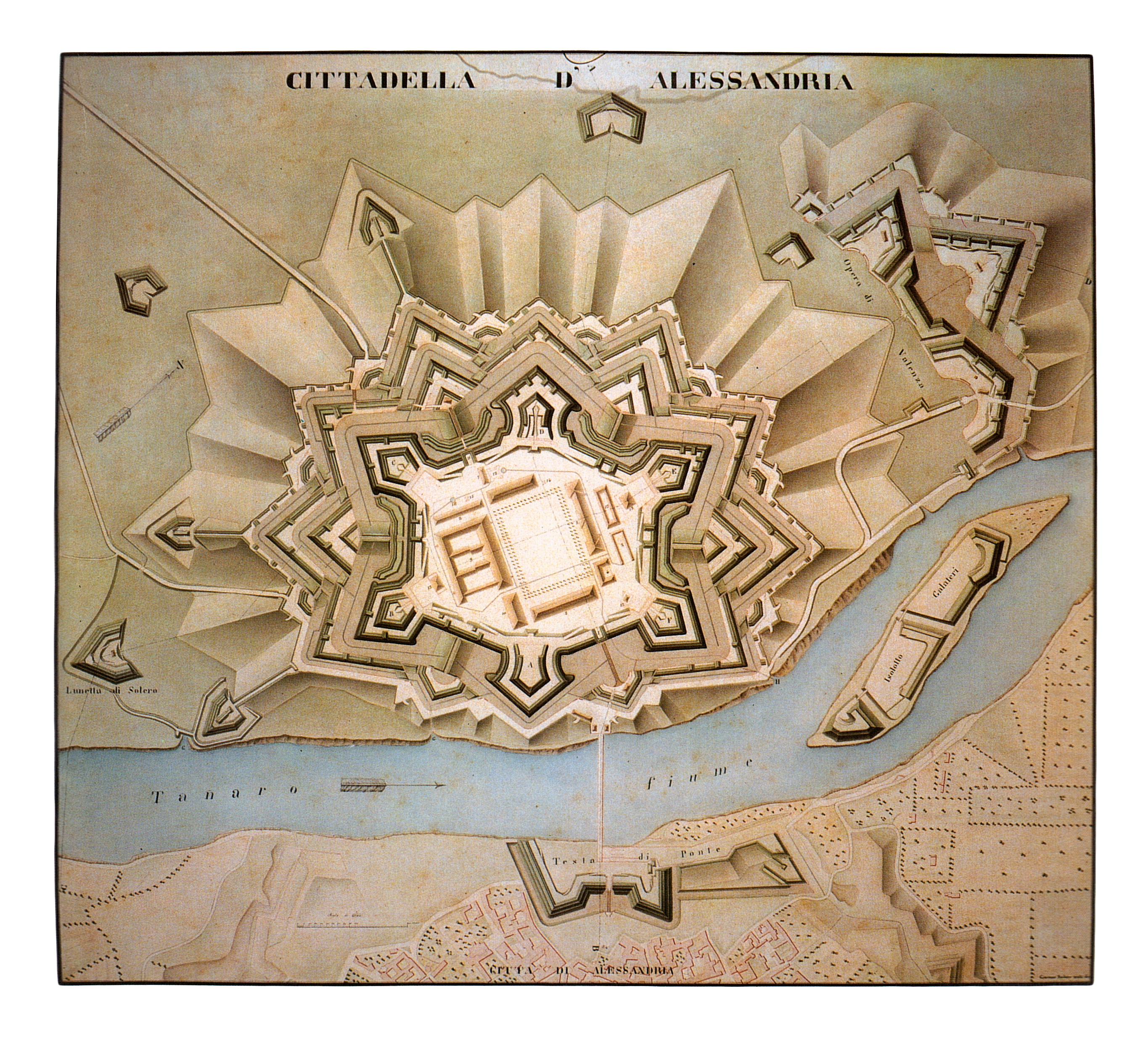
Pianta del 1844 della cittadella di Alessandria

Con la caduta di Napoleone e la Restaurazione dei regimi monarchici assolutistici, il tricolore italiano entrò in clandestinità, diventando simbolo dei fermenti patriottici che iniziarono a serpeggiare in Italia, la cui stagione è conosciuta come Risorgimento. Nel Regno Lombardo-Veneto, Stato dipendente dall'Impero austriaco nato dopo la caduta di Napoleone, per chi esponeva il tricolore italiano era prevista la pena di morte. L'obiettivo degli austriaci era infatti, citando le testuali parole dell'imperatore Francesco Giuseppe I d'Austria, di "fare dimenticare di essere italiani".
L'11 marzo 1821, durante i moti piemontesi, il tricolore italiano sventolò per la prima volta nella storia risorgimentale alla cittadella di Alessandria dopo l'oblio causato dalla Restaurazione.
Rievocando l'episodio, Giosuè Carducci vi dedicò questi versi:
(Piemonte, Giosuè Carducci)
Non tutte le fonti sono però concordi; alcune di esse documentano il fatto che la bandiera che garriva ad Alessandria fosse in realtà costituita da altri colori: il vessillo del Regno di Sardegna oppure il tricolore nero, rosso e blu della carboneria.
La bandiera verde, bianca e rossa riapparve nel corso dei moti del 1830-1831, soprattutto grazie a Ciro Menotti, il patriota che diede inizio alla ribellione in Italia. Nel 1831 Giuseppe Mazzini lo scelse come emblema della Giovine Italia; a partire dal 1833-1834, proprio grazie all'opera di Mazzini, il simbolismo del tricolore si diffuse sempre di più lungo la penisola a iniziare dall'Italia settentrionale e centrale. 

Bandiera della Giovine Italia

Nel 1834 fu adottato dai rivoltosi che tentarono di invadere la Savoia, mentre un vessillo tricolore della Giovine Italia fu portato nel 1835 in America meridionale da Giuseppe Garibaldi durante il proprio esilio. La bandiera italiana si diffuse anche tra gli esiliati politici, divenendone il simbolo della lotta per l'indipendenza e della pretesa di avere costituzioni più liberali.
Il tricolore italiano fu sventolato anche durante le insurrezioni del 1837 in Sicilia, del 1841 in Abruzzo e del 1843 in Romagna. Nel 1844 un tricolore della Giovine Italia accompagnò i fratelli Bandiera nel loro fallito tentativo di sollevare le popolazioni del Regno delle Due Sicilie.
Tricolori italiani sventolarono, sfidando le autorità, che ne avevano decretato il divieto, anche in occasione della commemorazione della rivolta del quartiere genovese di Portoria contro gli occupanti asburgici durante la guerra di successione austriaca. Nel corso di tale manifestazione, che avvenne il 10 dicembre 1847 a Genova sul piazzale del santuario della Nostra Signora di Loreto del quartiere di Oregina, esordì, eseguito dalla Filarmonica Sestrese, Il Canto degli Italiani di Goffredo Mameli e Michele Novaro, inno nazionale italiano dal 1946. Il Canto degli Italiani, in una strofa, cita la bandiera italiana:
(Il Canto degli Italiani, Goffredo Mameli, vv. 16-17)
Questo passaggio, che si legge nella seconda strofa, richiama alla speranza ("la speme") che l'Italia, ancora divisa negli Stati preunitari, si fonda finalmente in un'unica nazione raccogliendosi sotto una sola bandiera: il tricolore.

#### I moti del 1848 e la prima guerra d'indipendenza

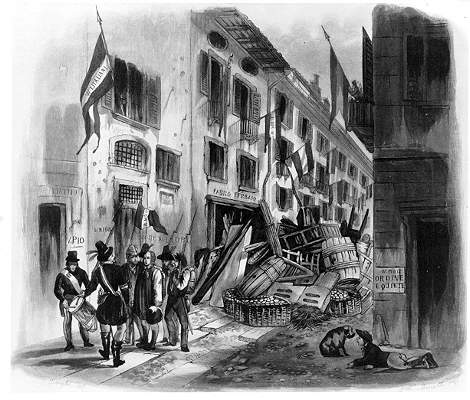
Le Cinque giornate di Milano. Uno dei suoi simboli fu il tricolore

La bandiera italiana fu poi protagonista della primavera dei popoli, ovvero dell'ondata di moti rivoluzionari che sconvolsero l'Europa dal 1848 al 1849.
Nel marzo del 1848 le Cinque giornate di Milano furono caratterizzate da una profusione di bandiere e coccarde tricolori. L'abbandono della città da parte delle truppe austriache del feldmaresciallo Josef Radetzky, il 22 marzo, determinò l'immediata costituzione del Governo provvisorio di Milano presieduto dal podestà Gabrio Casati, che emise un proclama recitante:
(Proclama del Governo provvisorio di Milano)
Il giorno successivo il re di Sardegna Carlo Alberto di Savoia assicurò al Governo provvisorio della città lombarda che le sue truppe, pronte a venirgli in aiuto, avrebbero utilizzato come bandiera militare un tricolore con lo stemma sabaudo sovrapposto sul bianco. In particolare, il proclama del re del 23 marzo 1848 ai lombardi e ai veneti, avente decisi connotati politici, recitava:
(Carlo Alberto di Savoia)
Il processo di trasformazione della bandiera d'Italia in uno dei simboli patri italiani fu completato, consolidandosi definitivamente, durante i moti milanesi. Un tricolore di fortuna formato da camicie rosse, mostre verdi e un lenzuolo bianco, fu issato sul pennone della nave che riportava Giuseppe Garibaldi in Italia dall'America meridionale poco dopo l'inizio della prima guerra d'indipendenza.

La bandiera adottata da Carlo Alberto di Savoia nel 1848

L'11 aprile 1848 il tricolore italiano divenne ufficialmente, tramite regio decreto, unica bandiera utilizzata sulle navi da guerra sabaude e sulla flotta mercantile del Regno di Sardegna, mentre il 28 aprile 1848, con analogo provvedimento, il vessillo verde, bianco e rosso diventò insegna ufficiale delle milizie comunali dello Stato sardo. L'8 maggio 1848 il vessillo tricolore completò l'iter istituzionale, diventando bandiera nazionale ufficiale del Regno di Sardegna, quando fu innalzato per la prima volta su Palazzo Madama a Torino, sede del Senato Subalpino. In un discorso pronunciato davanti al Parlamento del Regno di Sardegna il 9 giugno 1848, re Carlo Alberto dichiarò:
(Carlo Alberto di Savoia)
Leopoldo II d'Asburgo-Lorena, granduca di Toscana, nell'atto di concessione della costituzione (17 febbraio 1848) non cambiò il vessillo nazionale ("[…] Lo Stato conserva la sua bandiera e i suoi colori […]") ma accordò in seguito alle milizie toscane, tramite decreto, l'utilizzo di una sciarpa tricolore accanto ai simboli del Granducato (25 marzo 1848). Il granduca, in seguito alle pressioni dei patrioti toscani, il 17 aprile 1848 adottò poi la bandiera tricolore anche come vessillo di Stato e come stendardo militare per le truppe mandate in aiuto a Carlo Alberto di Savoia. Il tricolore venne adottato anche a livello locale da alcune città, tra cui Viareggio. Provvedimenti analoghi a quello del granduca furono adottati dal Ducato di Parma e Piacenza e dal Ducato di Modena e Reggio. 
La svolta del Granducato durò fino alla fine della prima guerra d'indipendenza (1849), che terminò con la sconfitta dell'esercito piemontese di Carlo Alberto di Savoia: dopo di essa furono ripristinate le antiche bandiere. Solo il Regno di Sardegna confermò il tricolore italiano come bandiera nazionale di Stato anche a primo conflitto risorgimentale terminato. 

Bandiera del Regno di Sicilia (1848-1849)

Bandiera di guerra della Repubblica Romana

La prima fase del pontificato di papa Pio IX fu caratterizzata da una progressiva apertura alle richieste liberali della popolazione: all'inizio del 1848, in questo contesto, il sommo pontefice concesse l'utilizzo di cravatte tricolori annodate sui vessilli militari dell'esercito dello Stato della Chiesa. Successivamente, a causa delle proteste dei cattolici di lingua tedesca, papa Pio IX cambiò atteggiamento, mettendosi contro i fermenti patriottici che pervadevano la penisola italiana. La Repubblica Romana, costituitasi il 9 febbraio 1849 in seguito alla rivolta contro lo Stato Pontificio che detronizzò il papa, che nel frattempo aveva cambiato atteggiamento nei confronti dei patrioti, il 12 febbraio adottò come vessillo nazionale una bandiera verde, bianca e rossa con un'aquila romana repubblicana sulla punta dell'asta.
Ferdinando II di Borbone, re delle Due Sicilie, poco dopo lo scoppio delle rivolte, concesse prima la costituzione (10 febbraio 1848) e poi accordò (23 febbraio) l'utilizzo di sciarpe tricolore come ornamento della bandiera nazionale. Il tricolore, nel Regno delle Due Sicilie, iniziò a sventolare il 12 gennaio nel corso della rivolta di Palermo contro il governo borbonico, che diede poi origine all'auto-proclamatosi Regno di Sicilia, durante la cui effimera esistenza i patrioti solevano cantare, in lingua siciliana, il brano popolare Lu dudici jnnaru 1848 (it. "Il dodici gennaio 1848").

La bandiera adottata dalla Repubblica di San Marco dal 1848 al 1849

Le rivolte però non si placarono e il Regno di Sicilia, nel frattempo, decretò come bandiera nazionale un vessillo verde, bianco e rosso con una trinacria al centro. In seguito ai tumulti scoppiati fuori dal neo insediato Parlamento napoletano (15 maggio), Ferdinando II decise di spedire le truppe borboniche a sedare le rivolte in tutto il Regno delle Due Sicilie, ritrattando nel contempo tutte le concessioni fatte poco tempo prima, costituzione e istituzione del parlamento compresi.
Il tricolore della Repubblica di San Marco, proclamatasi indipendente il 22 marzo 1848 dall'Impero austriaco, era invece caratterizzato da un Leone Alato collocato in alto a sinistra. Il tricolore sventolò anche sulle barricate delle Dieci giornate di Brescia e in molti altri centri come Varese, Gallarate, Como, Melegnano, Cremona, Monza, Udine, Trento, Verona, Rovigo, Vicenza, Belluno e Padova.
Questa diffusione lungo tutta la penisola italiana fu la dimostrazione che la bandiera tricolore aveva ormai assunto un simbolismo consolidato e valido su tutto il territorio nazionale. In precedenza erano comuni, tra i patrioti, anche i colori della carboneria, ovvero il rosso, l'azzurro e il nero, ma dal 1848 il ruolo di simbolo identificativo della lotta per l'indipendenza fu assunto univocamente dal tricolore verde, bianco e rosso. L'iconografia della bandiera italiana iniziò poi a diffondersi, oltre che in ambito vessillologico e militare, anche in alcuni oggetti quotidiani come sciarpe e tessuti per abiti.

#### Dalla guerra di Crimea all'Unità d'Italia

La bandiera del Regno di Sardegna (1851-1861), che poi diventò il vessillo del Regno d'Italia (1861-1946)

Il 14 aprile 1855, prima della partenza per la guerra di Crimea, le bandiere tricolori italiane furono affidate solennemente ai soldati da re Vittorio Emanuele II di Savoia, succeduto nel 1849 al padre Carlo Alberto, con la seguente frase di commiato "[…] Difendetele e riportatele coronate di nuova gloria […]". Nel 1857 una bandiera italiana con l'asta sormontata da un berretto frigio e con archipendolo, simbolo di equilibrio sociale, fu protagonista della spedizione di Sapri, fallito tentativo di innescare una rivolta nel Regno delle Due Sicilie perpetrato da Carlo Pisacane; questi, per non farsi catturare, si suicidò – secondo la leggenda – fasciato con una bandiera tricolore.
Durante la seconda guerra d'indipendenza le città che man mano venivano conquistate dal "re eletto" Vittorio Emanuele II di Savoia e da Napoleone III di Francia salutavano i due sovrani come liberatori in un tripudio di bandiere e coccarde tricolori; anche i centri in procinto di chiedere l'annessione al Regno di Sardegna tramite plebisciti sottolineavano la loro volontà di far parte di un'Italia unita con lo sventolio del tricolore. La bandiera italiana rifulgeva infatti in Toscana, in Emilia, nelle Marche e in Umbria, ma anche in città che avrebbero dovuto aspettare qualche tempo prima di essere annesse, come Roma e Napoli.
È proprio di questi anni il grande entusiasmo della popolazione nei confronti del tricolore: oltre che dall'esercito del Regno di Sardegna e dalle truppe di volontari che parteciparono alla seconda guerra d'indipendenza, la bandiera verde, bianca e rossa si diffuse capillarmente nelle regioni appena conquistate o annesse tramite plebiscito, comparendo sulle finestre delle case, nelle vetrine dei negozi e all'interno di locali pubblici come alberghi, taverne, osterie, eccetera.

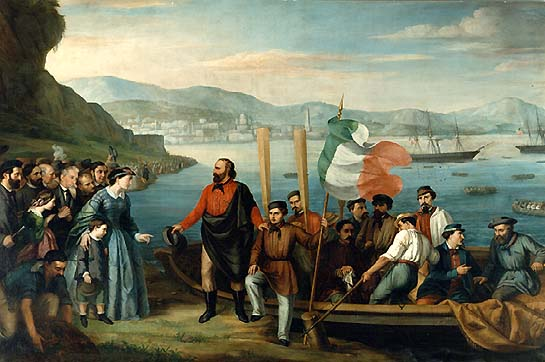
La partenza della spedizione dei Mille da Quarto

Il tricolore accompagnò, sebbene non ufficialmente, anche i volontari della spedizione dei Mille guidata da Giuseppe Garibaldi; l'Eroe dei due Mondi, in particolare, aveva una deferenza e un ossequio assoluto nei confronti della bandiera italiana. Dopo un'iniziale prudenza, man mano che Garibaldi conquistava le città dell'Italia meridionale durante la sua risalita lungo la penisola, l'entusiasmo patriottico cresceva sempre di più, con le file dell'Esercito meridionale che si ingrossavano costantemente e con le bandiere tricolori che sventolavano ovunque.
A Palermo i cantastorie cantavano in lingua siciliana "Li tri colura spinci pr'ogni via", ovvero "alza il tricolore in ogni via". Poco dopo la perdita della Sicilia, il 25 giugno 1860, re Francesco II di Borbone, tentando di limitare i danni vista la crescente partecipazione della popolazione all'impresa di Garibaldi, decretò che la bandiera verde, bianca e rossa fosse anche il vessillo ufficiale del suo Regno, con lo stemma delle Due Sicilie sovrapposto sul bianco. Per ironia della sorte, nella fase finale della spedizione dei Mille, il tricolore del Regno delle Due Sicilie garrì in antagonismo alla bandiera tricolore del Regno di Sardegna.

Bandiera del Regno delle Due Sicilie (1860-1861)

Il 17 marzo 1861 fu proclamato il Regno d'Italia:
(Testo della legge n. 4671 del 17 marzo 1861 del Regno di Sardegna)
Il tricolore continuò a essere la bandiera nazionale anche del nuovo Stato, sebbene non ufficialmente riconosciuto da una legge specifica, ma regolamentato, per quanto riguarda la foggia dei vessilli militari, da un regio decreto del 25 marzo 1860 che rimase in vigore fino alla nascita della Repubblica Italiana (1946).
Nel periodo del brigantaggio postunitario, Fulco Salvatore Ruffo di Calabria, IX principe di Scilla, uno dei membri della corte in esilio di Francesco II di Borbone, in una lettera raccomandò al generale spagnolo José Borjes, inviato nell'Italia meridionale per guadagnare alla causa legittimista i briganti, l'uso della bandiera tricolore.
Il tricolore, in questo contesto, aveva un significato universale, trasversale, condiviso sia da monarchici sia da repubblicani, dai progressisti e dai conservatori e dai guelfi come dai ghibellini: fu scelto come bandiera dell'Italia unita anche per tale motivo.

#### Dalla terza guerra d'indipendenza alla presa di Roma
Durante la battaglia di Custoza (24 giugno 1866), durante la terza guerra d'indipendenza italiana, i militari del 44º reggimento della brigata "Forlì" salvarono una bandiera tricolore dalla cattura delle truppe austriache. Per non consegnare al nemico il loro stendardo militare, stracciarono il drappo della bandiera tricolore in tredici pezzi, suddivisi tra i presenti, e nascosero quei brandelli di stoffa sotto la giubba. Terminata la guerra fu possibile recuperare undici delle tredici porzioni del drappo e ricostruire così la bandiera originaria, che passò alla storia con il nome di "Tricolore di Oliosi".

La bandiera della città di Vicenza, comune italiano che adotta il tricolore come proprio vessillo.

A seguito della terza guerra d'indipendenza il Veneto fu annesso al Regno d'Italia; l'ingresso delle truppe italiane a Venezia, avvenuto il 19 ottobre 1866, fu salutato da un'invasione di bandiere tricolori. Dal momento della promulgazione di una delibera del suo consiglio comunale, datata 5 novembre 1866, Vicenza è l'unica città d'Italia ad aver adottato come proprio vessillo cittadino, in luogo del gonfalone civico, la bandiera tricolore, caricata dello stemma del comune. La città veneta decise di cambiare patriotticamente la natura della propria insegna poco prima della visita di re Vittorio Emanuele II, giunto in città per il conferimento della medaglia d'oro al valor militare guadagnata dalla municipalità veneta con la battaglia di Monte Berico, combattuta il 10 giugno 1848 nei dintorni della città: in occasione della visita del sovrano, Vicenza non presentò a Vittorio Emanuele II il proprio gonfalone ma, decisione dalla quale sarà originata la sua successiva delibera, il tricolore italiano.
Bandiere tricolori salutarono poi il Regio Esercito durante la marcia verso Roma, che si concluse con la breccia di Porta Pia del 20 settembre 1870 e l'annessione del Lazio al Regno d'Italia. Roma divenne ufficialmente capitale d'Italia il 1º gennaio 1871, mentre l'insediamento della corte reale e del governo sabaudo ebbe luogo il 6 luglio dello stesso anno: da questa data il tricolore italiano sventola dal pennone più alto del Palazzo del Quirinale.

### Dall'Unità d'Italia alla prima guerra mondiale

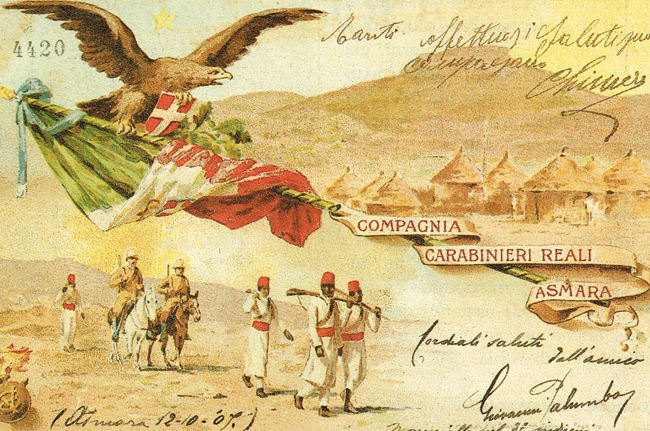
Cartolina dei Carabinieri Reali spedita dalla colonia eritrea nel 1907 e raffigurante un'aquila che porta in volo una bandiera italiana

Dopo l'Unità d'Italia l'uso del tricolore si diffuse sempre di più tra la popolazione: la bandiera, e i suoi colori, cominciarono a essere riportati sulle etichette dei prodotti commerciali, sui quaderni scolastici, sulle prime automobili, sulle confezioni di sigari, ecc. Anche tra gli aristocratici ebbe successo: le famiglie più importanti facevano sovente installare sulla facciata principale dei loro palazzi signorili un portabandiera dove collocavano il tricolore italiano. Iniziò poi a comparire fuori dagli edifici pubblici, dalle scuole, dagli uffici giudiziari e dagli uffici postali. È di questo periodo l'introduzione dell'uso della fascia tricolore per i sindaci e per i giurati delle corti di assise.
L'unica città dove l'attaccamento alla bandiera non era sentito da tutta la popolazione era Roma: nella capitale era infatti presente un buon numero di cittadini ancora fedele al papato. A Roma il clero era ostile al neonato stato italiano in modo molto marcato, tanto da rifiutarsi di benedire il tricolore e da impedire alle bandiere italiane di entrare nelle chiese anche in occasione di funerali o di cerimonie pubbliche.
È di questi anni la fondazione della prima colonia italiana, la baia di Assab, che diventò il primigenio avamposto della futura Eritrea italiana: nel 1882, per la prima volta, il tricolore sventolò in un possedimento italiano in Africa. Non tutti erano favorevoli all'avventura coloniale: il deputato socialista Andrea Costa dichiarò che il tricolore non doveva garrire in una terra lontana, ma solo in Italia:
(Andrea Costa)
I detrattori dell'impresa coloniale obiettavano che non andasse fatta confusione tra patriottismo e colonialismo. Nel 1885 fu introdotta la maglia tricolore per il ciclista che si laurea campione d'Italia. Concettualmente, questo riconoscimento è simile al collocamento di uno scudetto tricolore sulle maglie della squadra campione d'Italia nel calcio, nel rugby, nella pallavolo, nella pallacanestro, ecc.; l'idea di apporre uno scudetto sulle maglie delle squadre sportive vincitrici dei rispettivi campionati nazionali fu di Gabriele D'Annunzio. Nel calcio, primo sport a farne uso, fu introdotto nel 1924.
Nel 1889, in ambito culinario, fu inventata la pizza Margherita, chiamata così in onore della regina Margherita di Savoia, i cui ingredienti principali richiamano la bandiera tricolore: verde per il basilico, bianco per la mozzarella e rosso per la salsa di pomodoro.

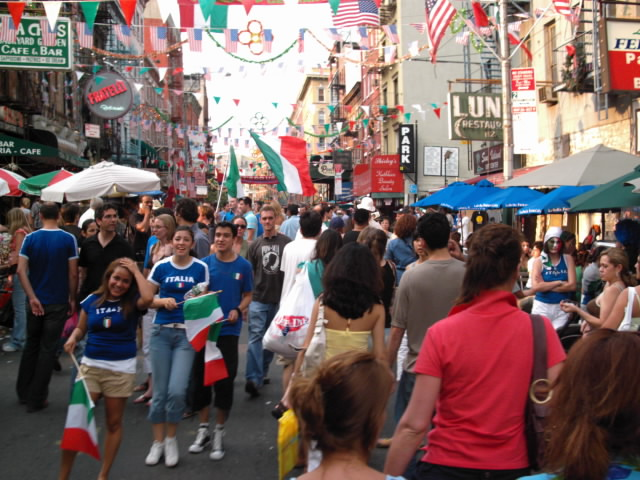
Festeggiamenti alla Little Italy di New York per la vittoria della nazionale italiana di calcio ai campionati mondiali del 2006

Nel 1897 la bandiera italiana compì cent'anni. La celebrazione fu molto sentita dalla popolazione, tant'è che l'Italia fu invasa da tricolori; la manifestazione più importante avvenne a Reggio Emilia, dove il 7 gennaio di cento anni prima era nato il tricolore italiano. Nel giorno della celebrazione nella città emiliana Giosuè Carducci definì la bandiera "benedetta" e la baciò alla fine del discorso.
Di questi anni è l'inizio dell'emigrazione italiana, soprattutto verso il continente americano: il tricolore, spesso portato nelle valigie dei migranti, iniziò a sventolare al di fuori dei confini nazionali, soprattutto nelle Little Italy che stavano formandosi nel mondo. Molte altre volte il sentimento di italianità e il legame con i suoi simboli — tricolore compreso — nacque o si rinforzò solo dopo che i migranti ebbero lasciato l'Italia. Questo legame con la terra d'origine non si sbiadiva con il passare delle generazioni: molto spesso era ancora vivo alla terza o quarta generazione. Qualche anno prima, nel 1861, il presidente degli Stati Uniti d'America Abraham Lincoln passò in rassegna alcuni reparti militari che stavano partecipando alla guerra di secessione americana: tra essi c'era una Garibaldi Guard, formata da immigrati italiani, che aveva come vessillo militare la bandiera tricolore della Giovine Italia.
Con le prime lotte sindacali di fine XIX secolo, la bandiera italiana iniziò a sventolare tra le mani dei manifestanti durante gli scioperi. Anche durante le lotte perpetrate dai fasci siciliani tra il 1892 e il 1894 vi fu una profusione di bandiere italiane: a esse erano contrapposti i tricolori delle forze dell'ordine mandate dal governo a sedare le rivolte sindacali.
Il 25 aprile 1900 il tricolore italiano sventolò nella Terra di Francesco Giuseppe, un arcipelago situato a nord dell'Impero russo tra il mar Glaciale Artico e il mare di Kara, portatovi durante una spedizione organizzata nelle zone artiche capitanata dall'esploratore Umberto Cagni.
A cavallo tra il XIX e il XX secolo il patriottismo iniziò gradualmente a trasformarsi in nazionalismo; dal fervore patriottico ottocentesco che propugnava il voto popolare e la libertà, si passò a un acceso nazionalismo che avrebbe poi condotto, qualche decennio dopo, alla nascita di movimenti politici come il fascismo di Benito Mussolini; quest'ultimo, tuttavia, all'inizio della sua carriera politica nelle file del socialismo rivoluzionario, aveva una forte avversione nei confronti del tricolore, tanto che lo definì, in occasione della guerra italo-turca del 1911, "uno straccio da piantare su un mucchio di letame". Questo indirizzamento verso il nazionalismo si ripercosse anche sui simboli dell'Italia: per quanto riguarda la bandiera, significative sono alcune cartoline illustrate che iniziarono a diffondersi all'epoca e che riportano alcuni versi di Francesco Dall'Ongaro:
(Francesco Dall'Ongaro)

### Le due guerre mondiali e il periodo interbellico

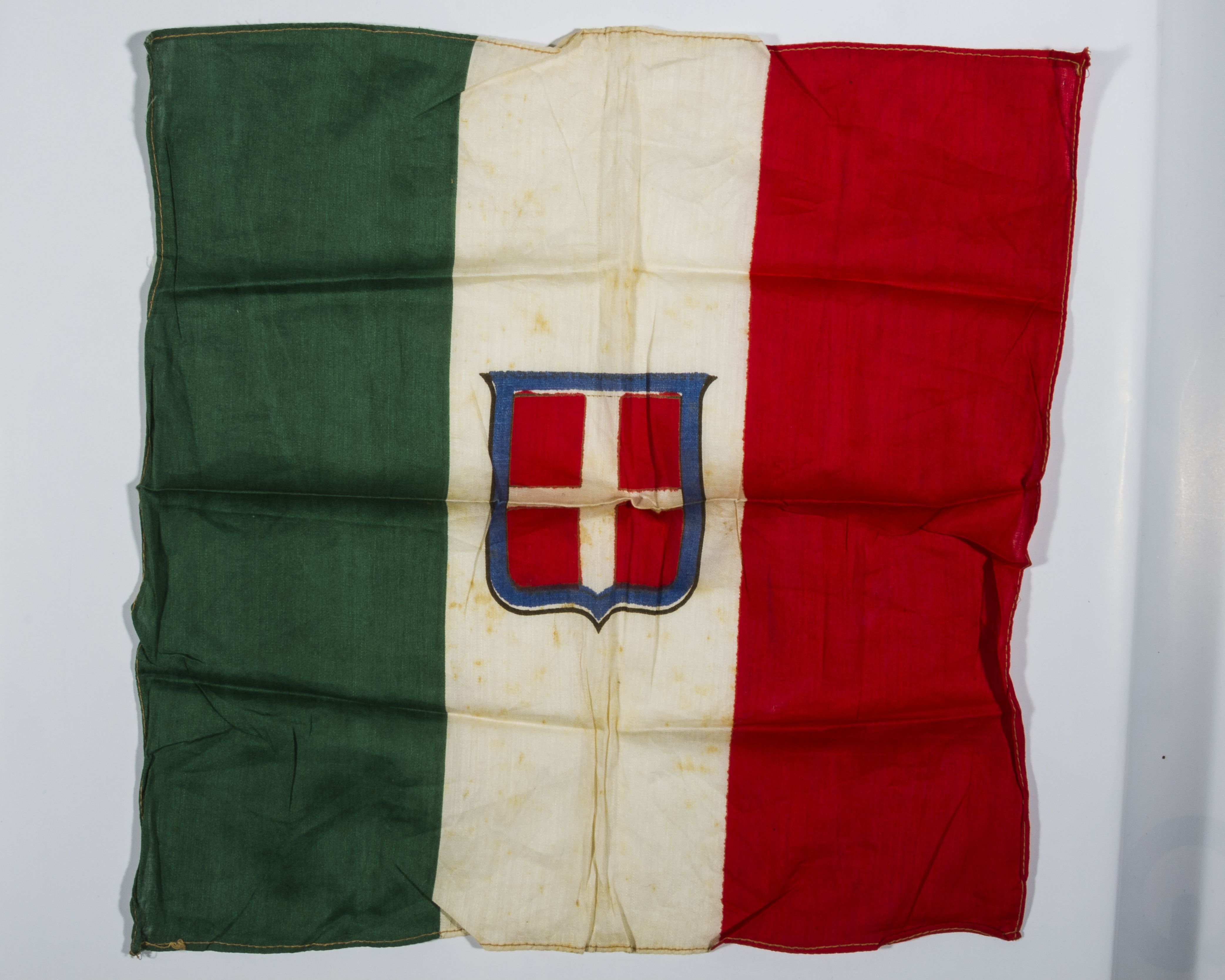
Bandiera italiana risalente alla prima guerra mondiale

Nel 1915 l'Italia entrò nella prima guerra mondiale: per gli storiografi questo conflitto corrisponde alla quarta guerra d'indipendenza italiana, dato che lo scopo fu quello di completare l'unità nazionale con l'annessione delle ultime terre irredente. A questo obiettivo mancavano infatti il Trentino-Alto Adige e la Venezia Giulia, tant'è che lo slogan più diffuso all'epoca era "W Trento e Trieste italiane!".
Protagonista assoluta, sia nelle trincee sia in ambito civile, fu la bandiera tricolore. I colori verde, bianco e rosso furono utilizzati diffusamente come stimolo alla mobilitazione generale e al sostentamento morale della popolazione civile, che si stava inerpicando in un percorso che l'avrebbe portata in una situazione assai difficile, caratterizzata da moltissime privazioni. In altre parole, nelle trincee il tricolore era un simbolo fondamentale per spronare i soldati, mentre nel fronte interno era importantissimo per compattare e corroborare la società civile. A questo scopo, re Vittorio Emanuele III comparve su una copertina de La Domenica del Corriere affacciato dal balcone del Palazzo del Quirinale mentre sventolava il tricolore gridando "Viva l'Italia". Il re fece poi un proclama ufficiale, poco prima di partire per il fronte di guerra, che recitava, nella sua parte finale:
(Vittorio Emanuele III di Savoia)

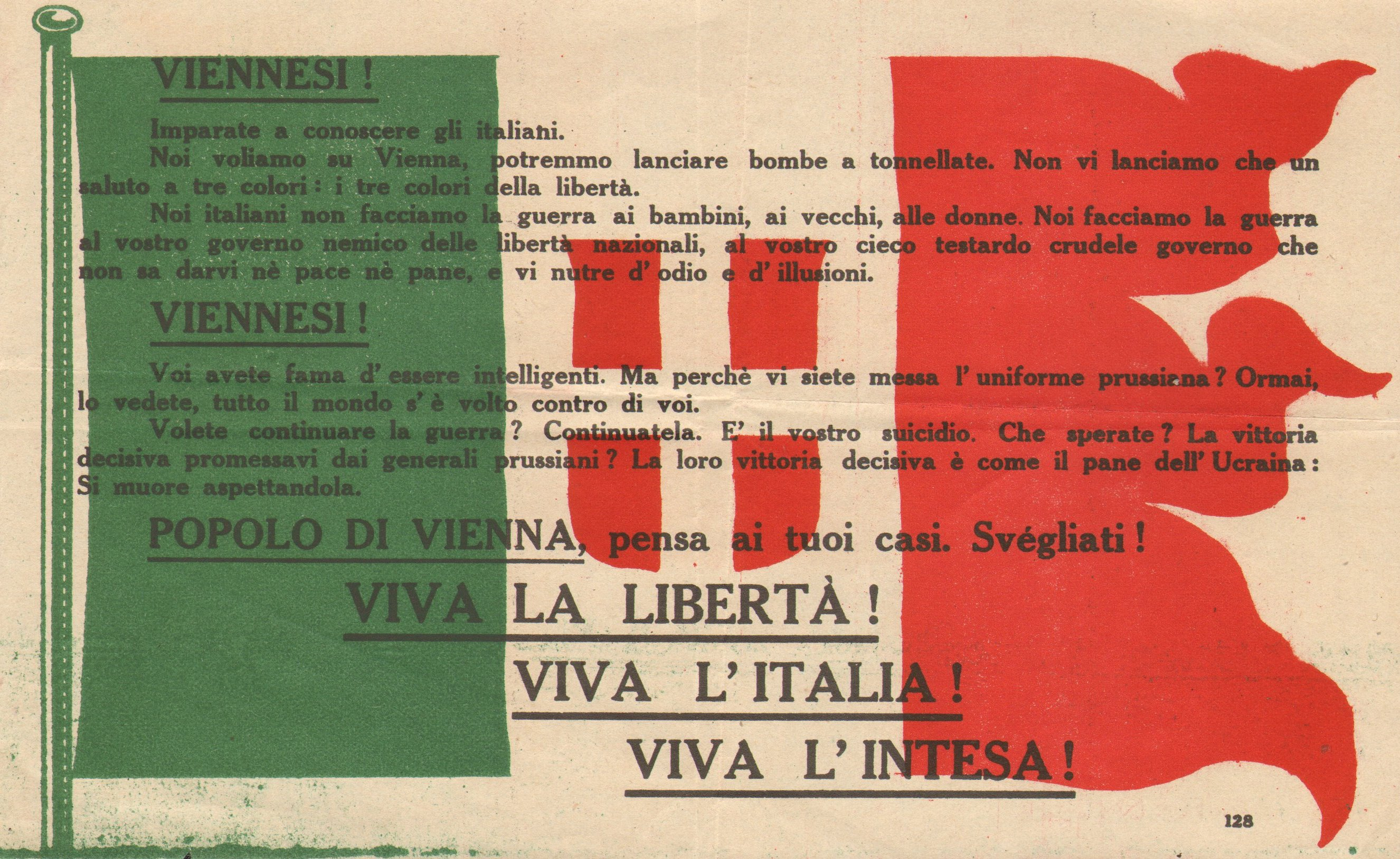
Volantino lanciato su Vienna da Gabriele D'Annunzio durante la prima guerra mondiale

Uno degli episodi più famosi che coinvolsero la bandiera italiana nella prima guerra mondiale fu il volo su Vienna, un volantinaggio aereo che Gabriele D'Annunzio fece sui cieli della capitale asburgica: il 9 agosto 1918 il Vate lanciò su Vienna migliaia di volantini tricolori con cui esortava il nemico ad arrendersi e a porre fine alla guerra. Le truppe italiane entrarono poi a Trieste nel novembre del 1918, in seguito alla vittoria nella battaglia di Vittorio Veneto, che concluse il conflitto con la ritirata e la sconfitta definitiva degli austriaci: il tricolore che fu issato sul campanile della cattedrale di San Giusto proveniva dal cacciatorpediniere Audace, ancorato nel porto di Trieste. La bandiera italiana fu anche protagonista dell'impresa di Fiume, capitanata da D'Annunzio, al grido: "alzate la bandiera: sventolate il tricolore!".
Con la marcia su Roma e l'instaurarsi della dittatura fascista la bandiera italiana perse la sua unicità simbolica venendo in parte oscurata dall'iconografia di regime. Quando veniva utilizzata, come all'interno del simbolo del Partito Nazionale Fascista, ne era snaturata la storia, dato che il tricolore nacque come simbolo di libertà e di diritti civili, mentre nelle cerimonie ufficiali iniziò a essere accostata ai vessilli neri fascisti, perdendo il ruolo di protagonista assoluta. Nonostante questo ruolo da comprimario, con regio decreto nº 2072 del 24 settembre 1923 e successivamente con la legge nº 2264 del 24 dicembre 1925, il tricolore diventò ufficialmente bandiera nazionale del Regno d'Italia:
(Legge nº 2264 del 24 dicembre 1925)

Bandiera del Comitato di Liberazione Nazionale

Bandiera di guerra della Repubblica Sociale Italiana

Durante questo periodo la bandiera italiana fu anche protagonista di alcuni eventi molto importanti, come le prime due vittorie della nazionale di calcio dell'Italia ai campionati mondiali del 1934 e del 1938, celebrate da un tripudio di vessilli tricolori. Fu salutato dallo sventolio di bandiere tricolori anche l'arrivo a New York, nell'agosto del 1933, del transatlantico italiano Rex, che aveva appena vinto il Nastro Azzurro stabilendo il record di traversata oceanica atlantica in minor tempo (quattro giorni).
Dagli anni venti il tricolore iniziò a comparire sui primi aeroplani civili. Nel 1926 una bandiera italiana fu gettata per la prima volta sul polo nord dal dirigibile Norge durante la spedizione guidata da Umberto Nobile e Roald Amundsen; tricolori salutarono poi Italo Balbo nella sua traversata oceanica con idrovolanti. Treni rivestiti di bandiere tricolori portarono i coloni nelle nuove città fondate dopo la bonifica dell'Agro Pontino, mentre il 5 maggio 1936 ebbe luogo il solenne alzabandiera ad Addis Abeba, in Etiopia, che salutò la fondazione dell'Impero italiano.
La bandiera ad Addis Abeba verrà poi ammainata nel novembre del 1941 alla fine della campagna dell'Africa Orientale Italiana, combattuta durante la seconda guerra mondiale. L'Italia entrò nel secondo conflitto mondiale il 10 giugno 1940 con il celebre discorso di Benito Mussolini proferito dal balcone principale di Palazzo Venezia a Roma; il clima era però molto differente da quello che caratterizzò l'entrata dell'Italia nella prima guerra mondiale: il re non si presentò sul balcone del Palazzo del Quirinale sventolando la bandiera così come avvenne nel 1915; l'Italia non era poi attraversata da quel garrire di bandiere tricolori che aveva salutato l'entrata del Paese nella prima guerra mondiale — ancorché opera di una minoranza.
Il tricolore tornò prepotentemente sugli scudi dopo l'armistizio di Cassibile dell'8 settembre 1943, dove fu preso come simbolo dalle due parti che si affrontarono nella guerra civile italiana nel tentativo di richiamare il Risorgimento e il suo bagaglio culturale. In particolare, era utilizzato dai partigiani in quanto simbolo di lotta contro i tiranni ed emblema del sogno di un'Italia libera: anche le brigate partigiane comuniste, che avevano come vessillo ufficiale la bandiera rossa, sventolavano sovente il tricolore italiano.
Bandiere tricolori erano anche i vessilli ufficiali delle Repubbliche partigiane e del Comitato di Liberazione Nazionale, così come dei loro antagonisti, i repubblichini. Il tricolore fu infatti scelto come bandiera nazionale anche dalla Repubblica Sociale Italiana: il vessillo civile della repubblica di Benito Mussolini era identico al tricolore della moderna Repubblica Italiana, mentre sulla bandiera di guerra era collocata centralmente l'aquila imperiale romana reggente un fascio littorio con l'aggiunta, in base alla forza armata che la esibiva, di una granata o di un'àncora.

### La Repubblica Italiana

Lo stendardo presidenziale italiano

Con la nascita della Repubblica Italiana, grazie al decreto del presidente del Consiglio dei ministri nº 1 del 19 giugno 1946, la bandiera italiana fu modificata; rispetto al vessillo monarchico, fu eliminato lo stemma sabaudo. Questa decisione fu in seguito confermata nella seduta del 24 marzo del 1947 dall'Assemblea Costituente, che decretò l'inserimento dell'articolo 12 della Costituzione della Repubblica Italiana, successivamente ratificato dal Parlamento italiano, che recita:
(Art. 12 della Costituzione della Repubblica Italiana)
L'articolo fu approvato dall'Assemblea Costituente senza discussioni o polemiche di sorta. Il tricolore repubblicano fu poi consegnato ufficialmente e solennemente alle corpi militari italiani il 4 novembre 1947 in occasione della Giornata dell'Unità Nazionale e delle Forze Armate.

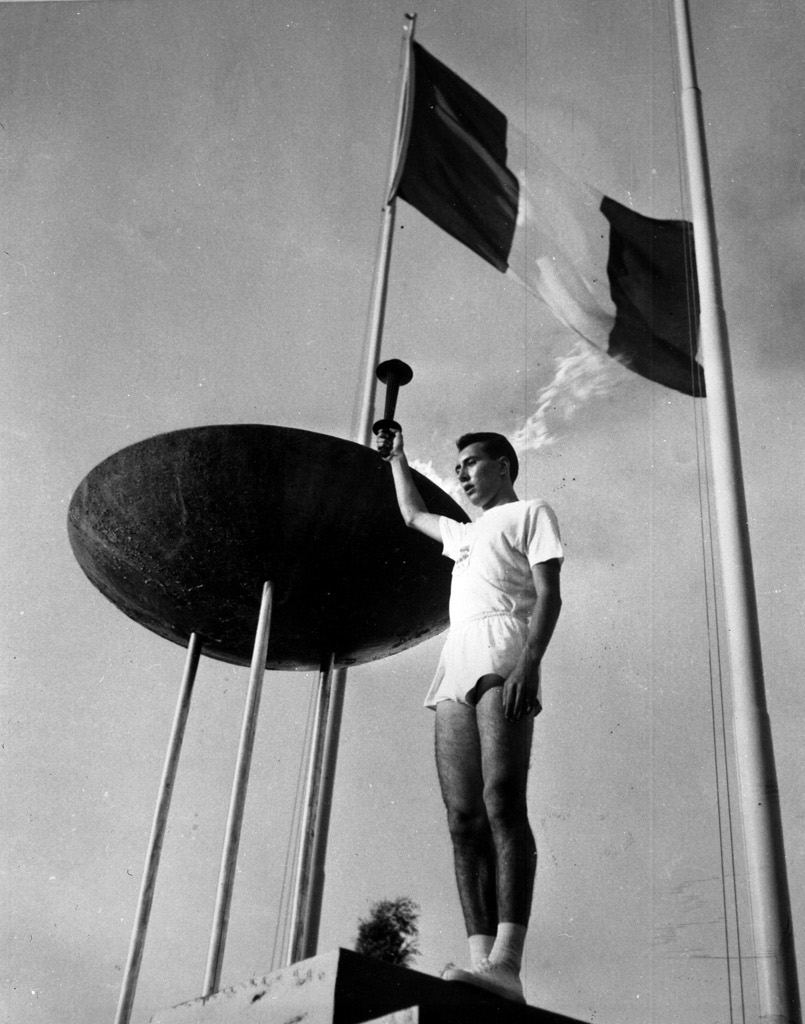
Giancarlo Peris, ultimo tedoforo ai Giochi della XVII Olimpiade di Roma nel 1960, nei momenti immediatamente successivi all'accensione del braciere olimpico

Poco prima dell'ufficializzazione della bandiera nella costituzione, il 7 gennaio 1947, il tricolore compì 150 anni: il ruolo da cerimoniere che cinquant'anni prima fu di Giosuè Carducci fu adempiuto da Luigi Salvatorelli, il cui discorso, proferito durante i festeggiamenti ufficiali di Reggio Emilia alla presenza di Enrico De Nicola, Capo provvisorio dello Stato, alluse alla fase delicata che stava attraversando l'Italia postbellica con particolare riferimento alle umiliazioni subite dal Paese nella seconda guerra mondiale:
(Luigi Salvatorelli)
Dalla bandiera italiana è poi derivato lo stendardo presidenziale italiano, la cui ultima versione richiama, come già accennato, il vessillo della Repubblica Italiana del 1802-1805, con l'aggiunta di una bordatura di colore blu Savoia.
Nell'Italia repubblicana il tricolore salutò avvenimenti importanti della storia italiana. Fu issato in vetta al K2 durante la spedizione italiana del 1954, fu protagonista dei Giochi della XVII Olimpiade del 1960 a Roma, salutò le altre due vittorie ai campionati mondiali di calcio del 1982 e del 2006, che furono festeggiate in tutta Italia con un tripudio di bandiere tricolori, e fu portato nel 2011 sulla Stazione spaziale internazionale dall'astronauta Roberto Vittori in occasione del 150º anniversario dell'Unità d'Italia. La bandiera tricolore fu il vessillo ufficiale dell'Amministrazione fiduciaria italiana della Somalia, che fu concessa su mandato dell'ONU dal 1950 al 1960, la prima delle missioni di pace dell'Esercito Italiano; il tricolore continua poi a rappresentare l'Italia in tutte le missioni di pacificazione a cui partecipano le forze armate italiane.

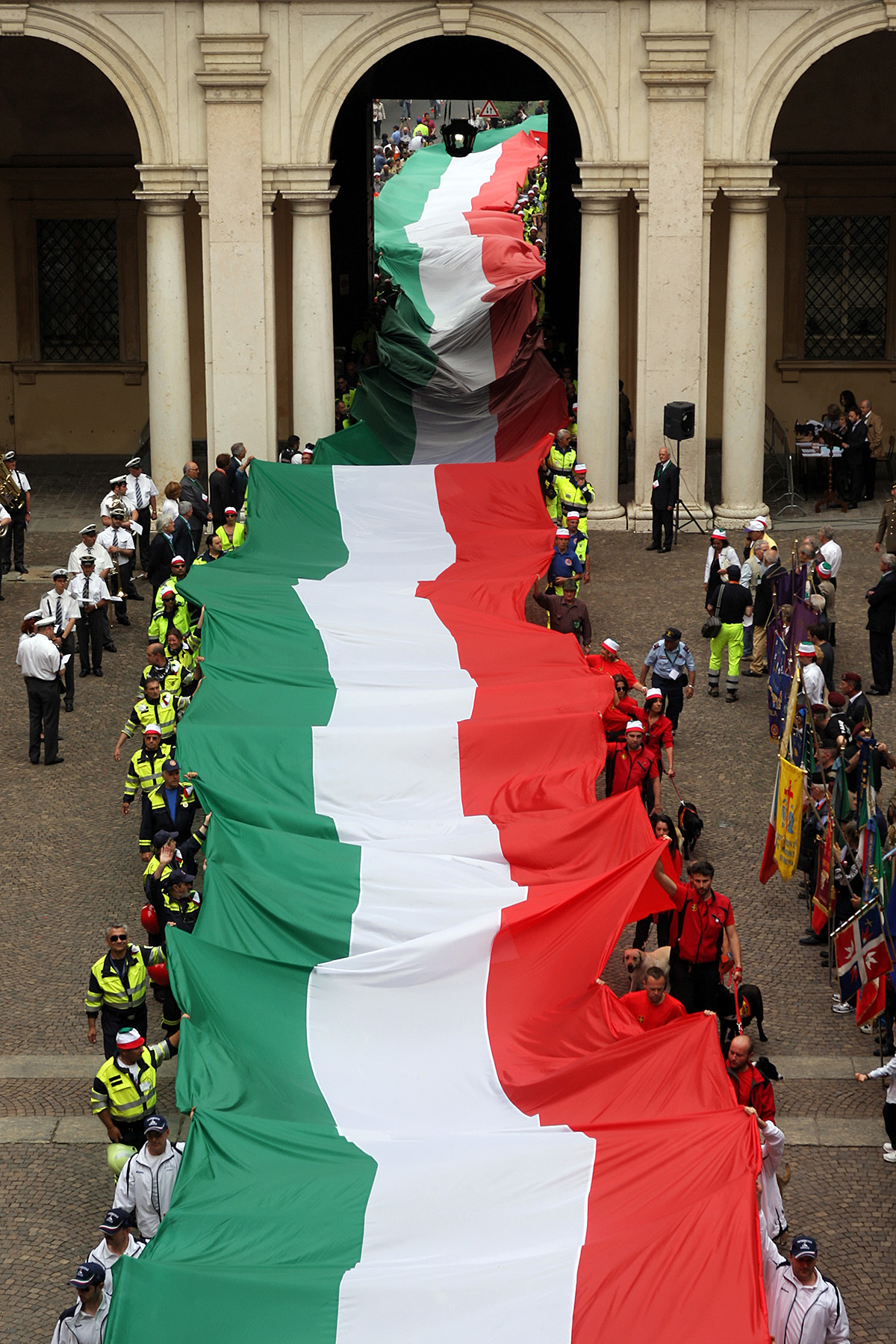
La bandiera italiana entrata nel Guinness dei primati per la sua lunghezza

Il 31 dicembre 1996, con la medesima legge che istituiva la Festa del Tricolore, celebrazione che si tiene il 7 gennaio di ogni anno in ricordo dell'adozione della bandiera rossa, bianca e verde da parte della Repubblica Cispadana (7 gennaio 1797), fu costituito un comitato nazionale di venti membri che avrebbe avuto l'obiettivo di organizzare la prima commemorazione solenne della nascita della bandiera italiana, che l'anno successivo avrebbe compiuto duecento anni. Il comitato era composto da personalità istituzionali, tra cui i presidenti delle camere e membri provenienti dalla società civile, particolarmente dall'ambito storico e culturale. All'epoca fu anche proposto di non festeggiare la data, se non addirittura di modificare la bandiera stessa, ipotesi scarsamente accolte dai membri del parlamento.
Tra gli eventi di celebrazione del bicentenario della bandiera italiana, ci fu la realizzazione del tricolore più lungo della storia, che è anche entrato nel Guinness dei primati. Opera dell'Associazione nazionale reduci dalla prigionia, dall'internamento e dalla guerra di liberazione, era lungo 1570 m, largo 4,8 m e aveva una superficie di 7536 m²: ha sfilato a Roma, dal Colosseo al Campidoglio.

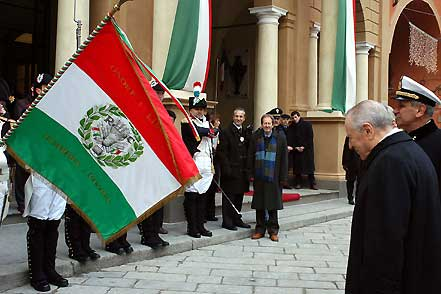
Il Presidente della Repubblica Carlo Azeglio Ciampi rende gli onori alla prima bandiera italiana durante la Festa del Tricolore del 7 gennaio 2004 a Reggio Emilia

Fu il Presidente della Repubblica Italiana Carlo Azeglio Ciampi, all'inizio del XXI secolo, a iniziare un'opera di valorizzazione e di rilancio dei simboli patri italiani, tricolore compreso. Durante i festeggiamenti per i 140 anni di unità nazionale, il 4 novembre 2001, a San Martino della Battaglia, in riferimento al tricolore, Ciampi pronunciò queste parole.
(Carlo Azeglio Ciampi)
L'iniziativa di Ciampi è stata ripresa e continuata anche dal suo successore, Giorgio Napolitano, con particolare risalto durante le celebrazioni del 150º anniversario dell'Unità d'Italia. La legge n. 222 del 23 novembre 2012, avente per oggetto "Norme sull'acquisizione di conoscenze e competenze in materia di «Cittadinanza e Costituzione» e sull'insegnamento dell'inno di Mameli nelle scuole", prescrive lo studio nelle scuole della bandiera italiana e degli altri simboli patri italiani.

## Descrizione

### I colori

Colori Pantone 2002-2004

Colori Pantone dal 2004

Come già accennato, i colori della bandiera tricolore sono indicati nell'articolo 12 della Costituzione della Repubblica Italiana, pubblicata sulla Gazzetta Ufficiale della Repubblica Italiana nº 298, edizione straordinaria, del 27 dicembre 1947 ed entrata in vigore il 1º gennaio 1948:
(Articolo 12 della Costituzione della Repubblica Italiana)
Se la bandiera è esposta orizzontalmente la parte di colore verde va disposta vicino all'asta, con quella bianca in posizione centrale e quella rossa all'esterno, mentre se il vessillo è esposto verticalmente la sezione verde va collocata superiormente.

### La definizione cromatica
L'esigenza di definire con precisione le tonalità dei colori nacque da un evento che accadde presso il Palazzo Justus Lipsius, sede del Consiglio dell'Unione europea, del Consiglio europeo e del loro Segretariato, quando un europarlamentare italiano, nel 2002, notò che i colori della bandiera italiana fossero irriconoscibili con il rosso, ad esempio, che aveva una tonalità che virava verso l'arancione: per tale motivo il governo, in seguito alla segnalazione di questo eurodeputato, decise di definire specificatamente i colori della bandiera nazionale italiana.
Le tonalità del verde, del bianco e del rosso sono state specificate per la prima volta da questi documenti ufficiali:
- circolare del sottosegretario di Stato alla presidenza del Consiglio dei ministri del 18 settembre 2002;
- circolare del sottosegretario di Stato alla presidenza del Consiglio dei ministri del 17 gennaio 2003;
  -      verde: Pantone tessile 18-5642 TCX (Golf Green), chiamato nel testo "verde prato brillante";
  -      bianco: Pantone tessile 11-4201 TCX (Cloud Dancer), chiamato nel testo "bianco latte";
  -      rosso: Pantone tessile 18-1660 TCX (Tomato), chiamato nel testo "rosso pomodoro".

Nuovi documenti hanno poi sostituito i precedenti:
- circolare della presidenza del Consiglio dei ministri nº UCE 3.3.1/14545/1 del 2 giugno 2004;
- decreto del presidente del Consiglio dei ministri del 14 aprile 2006, "Disposizioni generali in materia di cerimoniale e di precedenza tra le cariche pubbliche":
  -      verde: Pantone tessile 17-6153 TCX (Fern Green) ovvero verde felce;
  -      bianco: Pantone tessile 11-0601 TCX (Bright White) ovvero bianco brillante;
  -      rosso: Pantone tessile 18-1662 TCX (Flame Scarlet) ovvero rosso scarlatto.

I toni cromatici dei tre colori succitati, su tessuto stamina (fiocco) di poliestere, sono sanciti nel comma nº 1, dell'articolo nº 31 "Definizione cromatica dei colori della bandiera della Repubblica", della Sezione V "Bandiera della Repubblica, Inno nazionale, Feste nazionali e Esequie di Stato", del Capo II "Delle disposizioni generali in materia di cerimoniale", dell'allegato "Presidenza del Consiglio dei Ministri – Dipartimento del Cerimoniale di Stato", al decreto del presidente del Consiglio dei ministri del 14 aprile 2006 "Disposizioni generali in materia di cerimoniale e di precedenza tra le cariche pubbliche", pubblicato sulla Gazzetta Ufficiale della Repubblica Italiana nº 174 del 28 luglio 2006.
| Pantone tessile                             | Approssimazione su video | Approssimazione su video | Approssimazione su video | Approssimazione su video | RAL                              |
| Pantone tessile                             | HEX                      | RGB                      | CMYK                     | HSV                      | RAL                              |
| ------------------------------------------- | ------------------------ | ------------------------ | ------------------------ | ------------------------ | -------------------------------- |
| 17-6153 TCX Fern Green (verde felce)        | #008C45                  | R:000 G:140 B:069        | C:100 M:000 Y:100 K:000  | H:149º S:100% V:057%     | 6024 Traffic green simile al 93% |
| 11-0601 TCX Bright White (bianco brillante) | #F4F9FF                  | R:244 G:249 B:255        | C:000 M:000 Y:000 K:005  | H:120º S:000% V:095%     | 9003 Signal white simile al 98%  |
| 18-1662 TCX Flame Scarlet (rosso scarlatto) | #CD212A                  | R:205 G:033 B:042        | C:000 M:100 Y:100 K:000  | H:356º S:079% V:081%     | 3020 Traffic red simile al 96%   |

## Significato dei colori

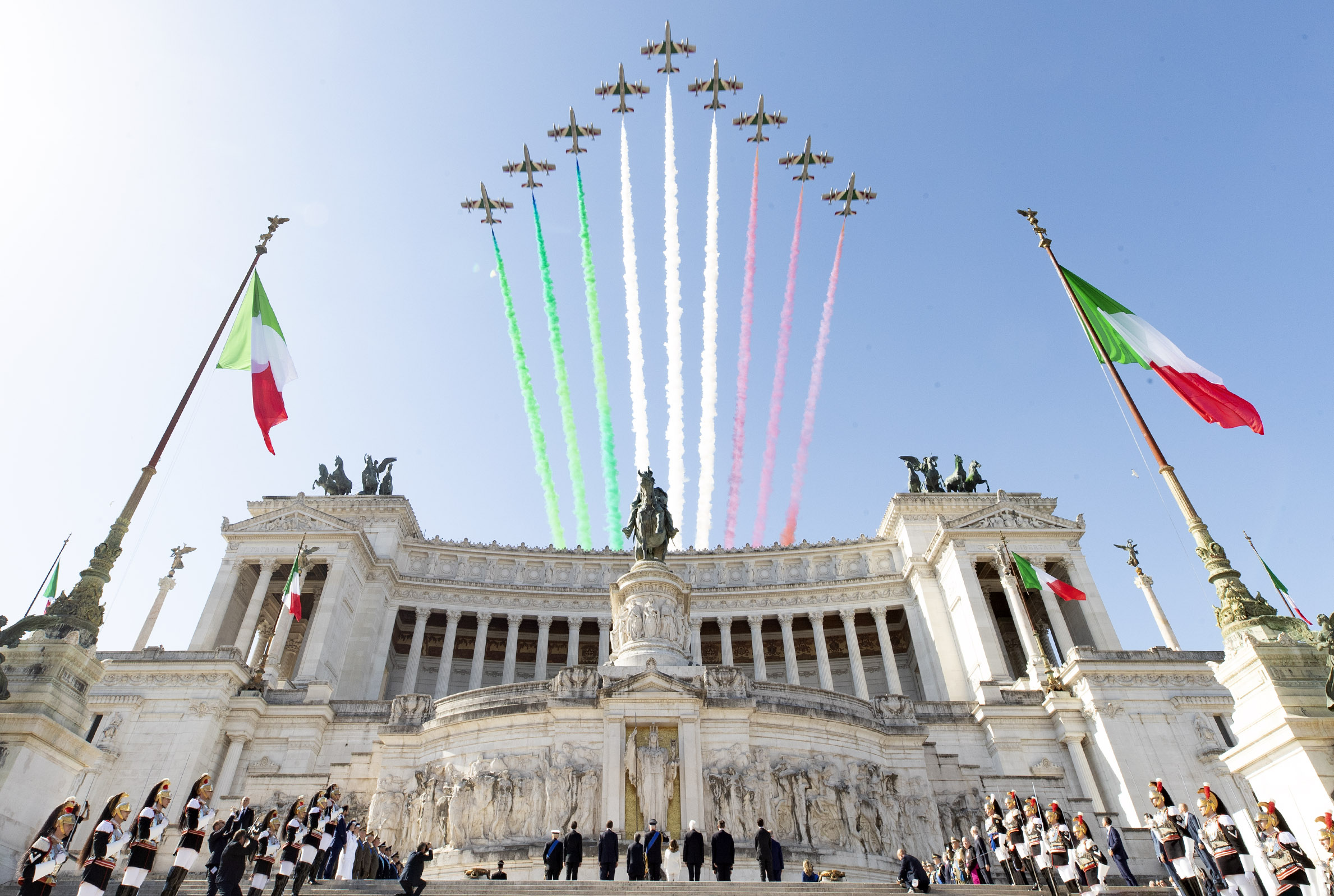
Le Frecce Tricolori disegnano i colori nazionali italiani sopra il Vittoriano a Roma

Come la somiglianza lascia intendere, il tricolore italiano deriva da quello transalpino, che nacque durante la rivoluzione francese dall'unione del bianco — il colore della monarchia — con il rosso e il blu — i colori di Parigi — e divenne simbolo del rinnovamento sociale e politico perseguito dal giacobinismo delle origini.

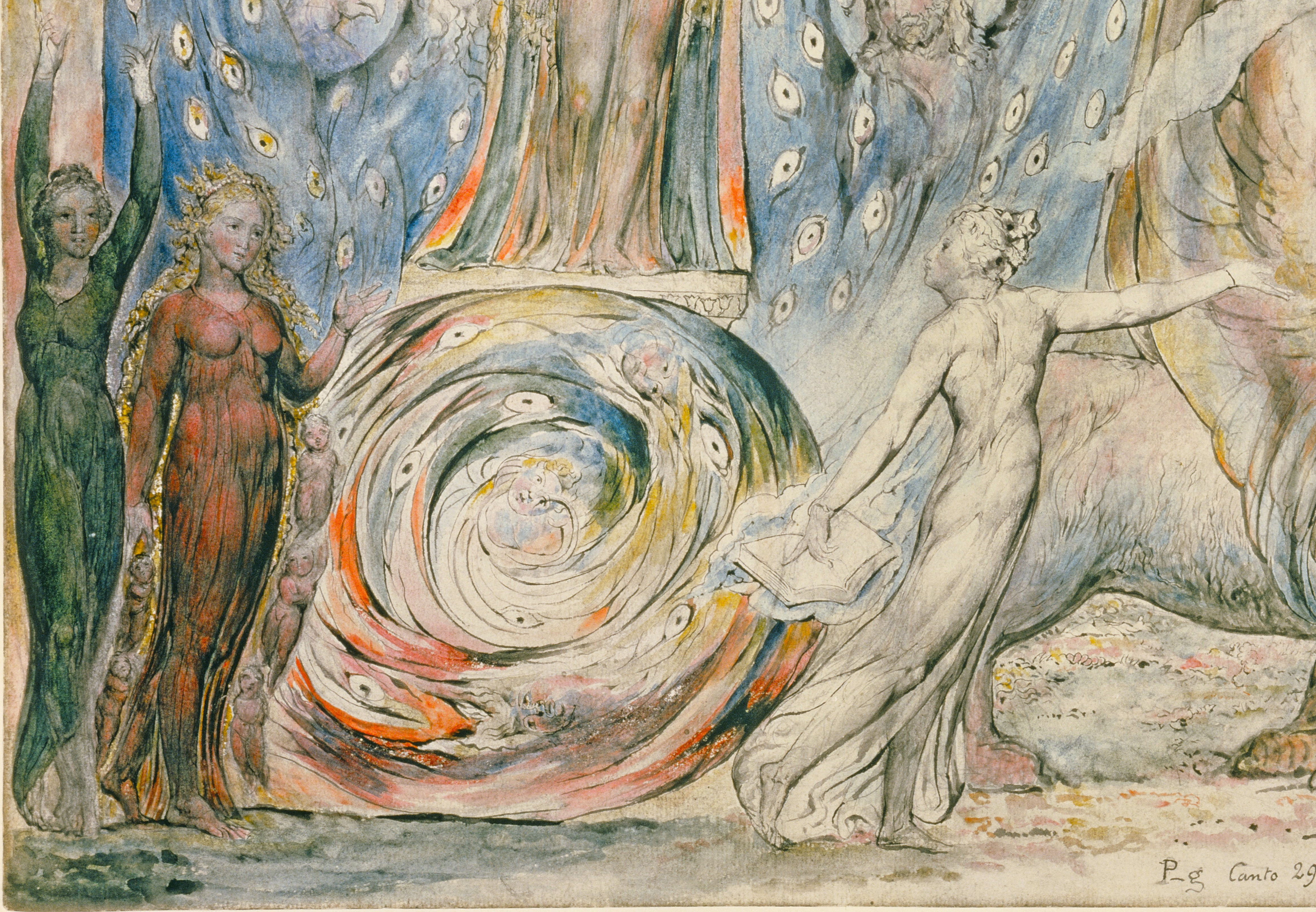
Dettaglio dal dipinto Beatrice si rivolge a Dante da un carro (1827), di William Blake, che raffigura una scena della Divina Commedia dantesca con le tre virtù teologali, verde, rossa e bianca (al di sotto di un carro su cui è posta Beatrice).

In modo simile, una ricostruzione storica vuole che il primo tricolore italiano, nato nel 1796 come bandiera di guerra della Legione Lombarda, costituita da volontari schieratisi con Napoleone Bonaparte per la liberazione dell'Italia dall'Austria, abbia unito il bianco e rosso dello stemma di Milano al verde della milizia cittadina milanese secondo una disposizione a tre bande verticali, assunta a imitazione dalla bandiera della repubblica francese. In alternativa si ritiene che il verde, come già accennato per le prime coccarde tricolori italiane, simboleggiasse i diritti naturali, ovvero l'uguaglianza e la libertà. Dopo vari avvenimenti si giunse al 7 gennaio 1797, data dell'adozione della bandiera tricolore (a bande orizzontali) da parte della Repubblica Cispadana, primo Stato italiano sovrano a farne uso. Durante il periodo napoleonico, i tre colori hanno acquisito per la popolazione un significato più idealistico: il verde la speranza, il bianco la fede e il rosso l'amore (le tre virtù teologali).
Altre congetture, meno probabili, spiegano l'adozione del verde ipotizzando un tributo che Napoleone avrebbe voluto dare alla Corsica, sua terra natia, oppure a un possibile richiamo al verdeggiante paesaggio italiano. Per l'adozione del verde esiste anche la cosiddetta «ipotesi massonica»: anche per la Massoneria il verde era il colore della natura, emblema quindi tanto dei diritti dell'uomo, che sono infatti naturalmente insiti nell'essere umano, quanto del florido paesaggio italiano; tale interpretazione, tuttavia, è osteggiata da chi sostiene che la massoneria, in quanto società segreta, non avesse all'epoca un'influenza tale da ispirare i colori nazionali italiani.
Altra ipotesi che tenta di spiegare il significato dei tre colori nazionali italiani vorrebbe, senza basi storiche, che il verde sia legato al colore dei prati e della macchia mediterranea, il bianco a quello delle nevi delle montagne italiane e il rosso al sangue versato dai soldati italiani nelle molte guerre a cui hanno preso parte.
Giosuè Carducci, in occasione delle celebrazioni per il centenario della bandiera d'Italia nel 1897, descrisse il verde, il bianco, e il rosso come:

## L'alzabandiera

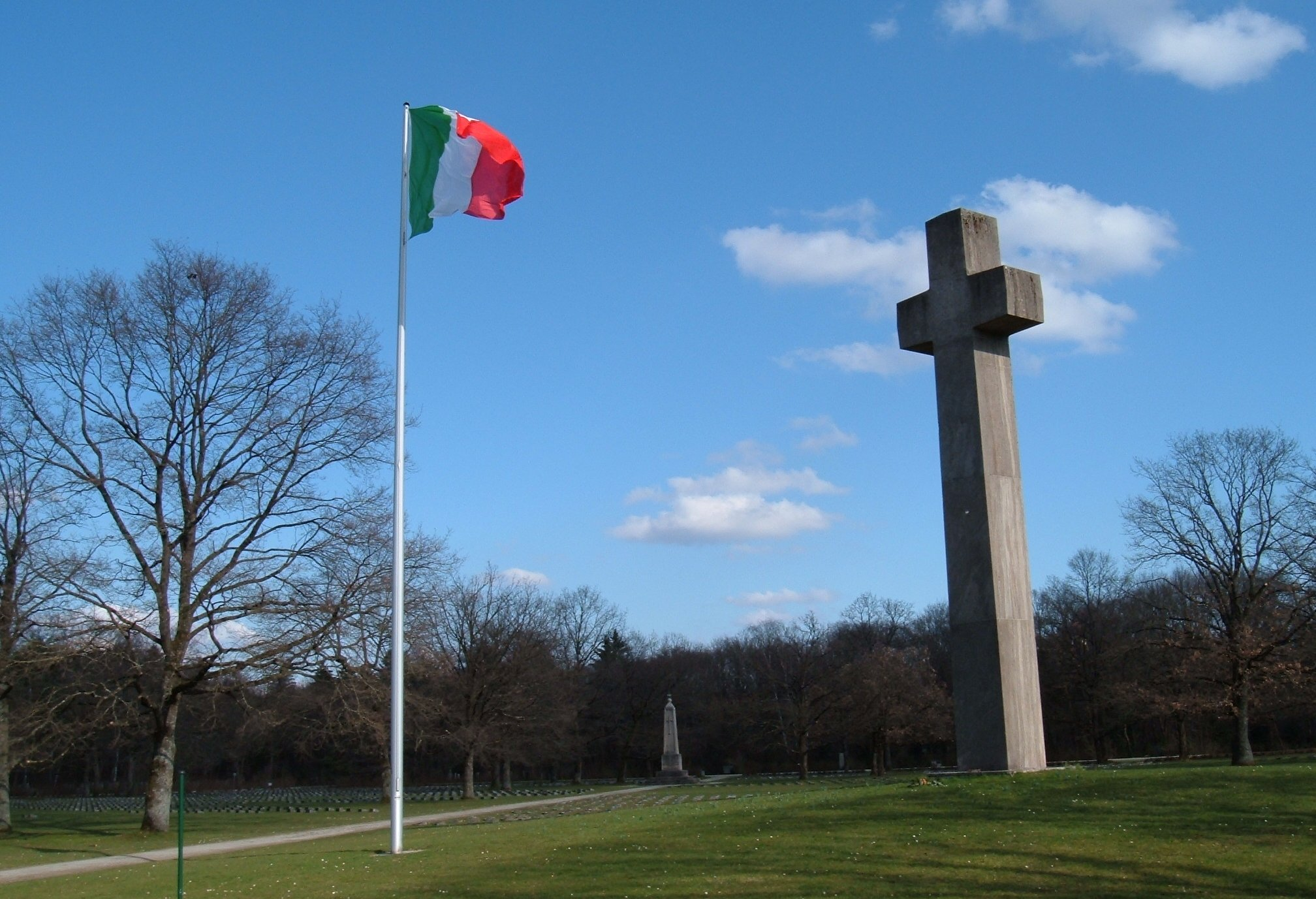
Bandiera al cimitero militare italiano di Monaco di Baviera, in Germania

L'alzabandiera del tricolore avviene alle prime luci dell'alba, con il vessillo che viene fatto scorrere velocemente e con risolutezza fino al termine del pennone. In ambito militare è preannunciato da squilli di tromba ed è effettuato sulle note de Il Canto degli Italiani di Goffredo Mameli e Michele Novaro, inno nazionale italiano dal 1946.
L'ammainabandiera, che avviene alla sera, è invece più lento e solenne in modo tale da non farlo sembrare un rapido abbassamento. Il tricolore può essere esposto anche durante la notte solo se il luogo dove sventola è convenientemente illuminato.
In presenza di altre bandiere, oltre che ricevere la posizione di più alto onore, va issato per primo e ammainato per ultimo.

## Normativa

### Obbligo di esposizione

Bandiera italiana disposta verticalmente in modo corretto

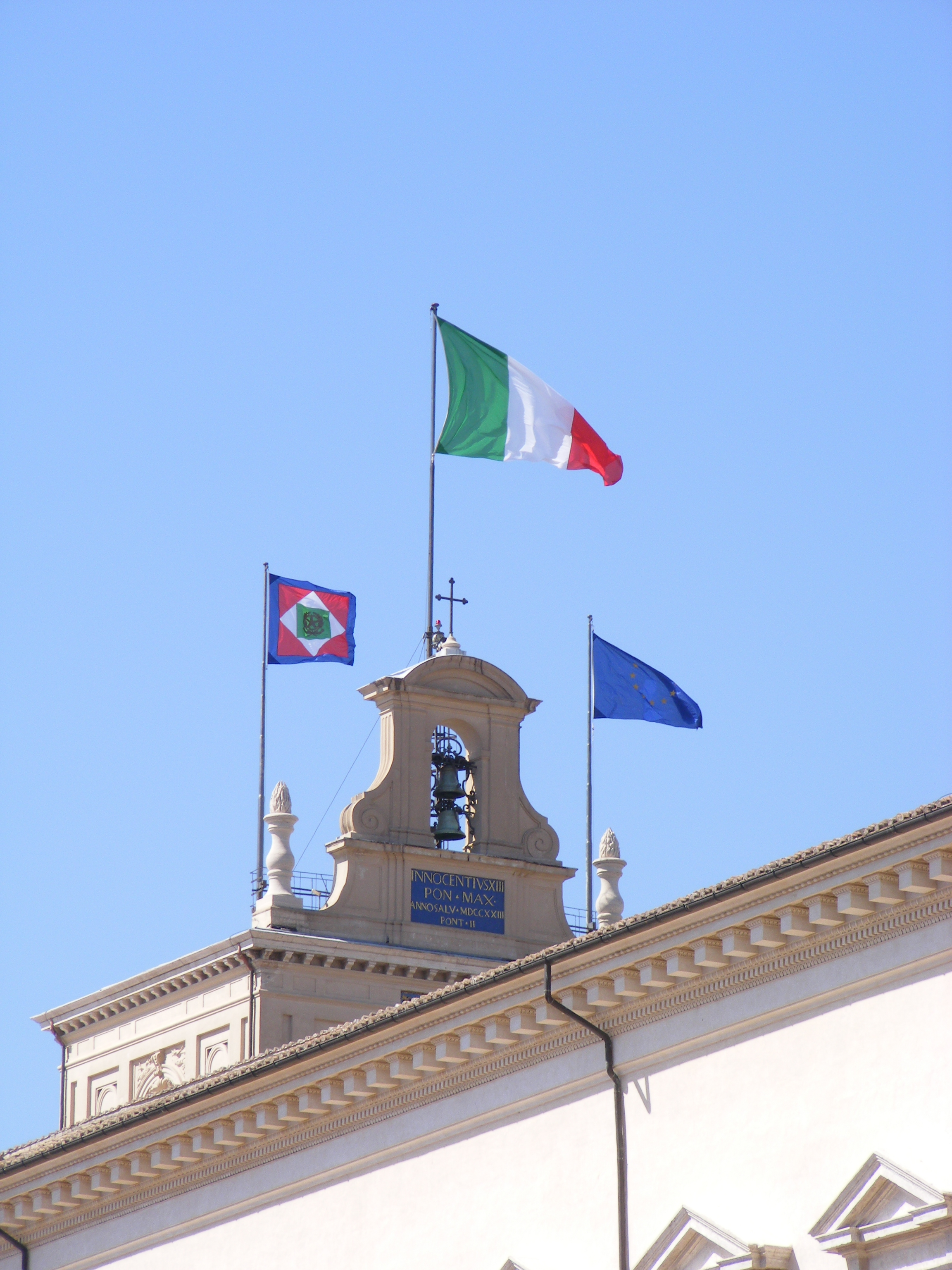
La bandiera garrisce sulla sommità del Palazzo del Quirinale. Da sinistra a destra, lo stendardo presidenziale italiano, il tricolore e la bandiera dell'Unione europea

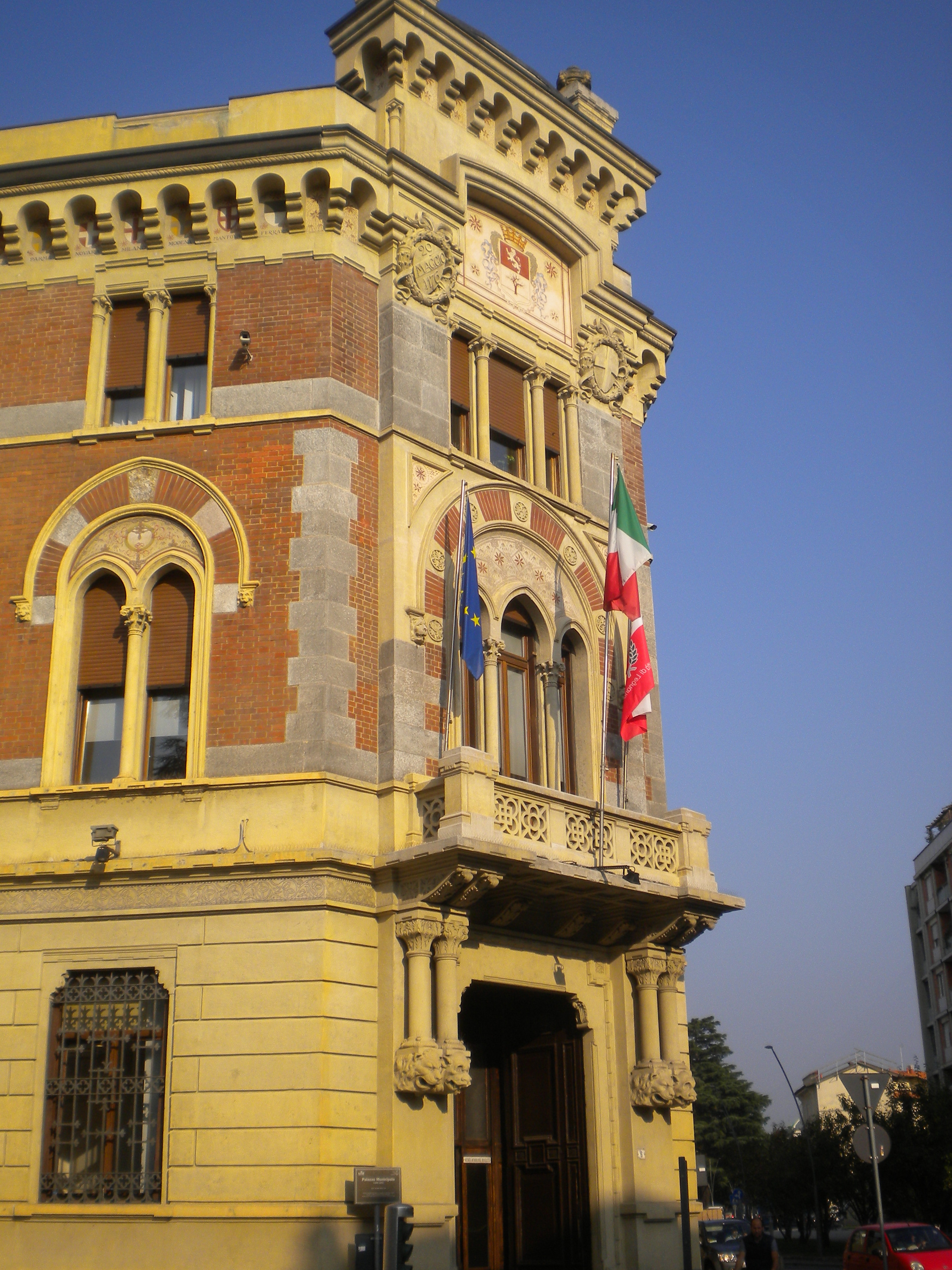
Bandiere esposte all'esterno di Palazzo Malinverni, municipio della città lombarda di Legnano: da sinistra a destra, la bandiera dell'Unione europea, il tricolore italiano e il vessillo comunale della città

Ai fini dell'applicazione dell'articolo 6 del decreto presidenziale nº 121 del 7 aprile 2000 («Regolamento recante disciplina dell'uso delle bandiere della Repubblica italiana e dell'Unione europea da parte delle amministrazioni dello Stato e degli enti pubblici»), che riprende la legge nº 22 del 5 febbraio 1998 («Disposizioni generali sull'uso della bandiera della Repubblica italiana e di quella dell'Unione europea»), negli edifici pubblici la bandiera della Repubblica Italiana, la bandiera dell'Unione europea e il ritratto del Presidente della Repubblica Italiana devono essere esposte negli uffici delle seguenti cariche istituzionali:
- membri del Consiglio dei ministri e dei sottosegretari di Stato;
- dirigenti titolari delle direzioni generali o Servizio postale equiparati nelle amministrazioni centrali dello Stato nonché dei dirigenti preposti a uffici periferici dello Stato aventi una circoscrizione territoriale non inferiore alla provincia;
- titolari della massima carica istituzionale degli enti pubblici di dimensione nazionale, e titolari degli uffici dirigenziali corrispondenti a quelli di cui alla lettera b);
- titolari della massima carica istituzionale delle autorità indipendenti;
- dirigenti degli uffici giudiziari;
- capi delle rappresentanze diplomatiche, degli uffici consolari e degli istituti italiani di cultura all'estero. Per i consoli onorari l'esposizione è facoltativa.

La bandiera d'Italia va esposta anche all'esterno di tutte le scuole di ogni ordine e grado, fuori dai plessi universitari, all'esterno degli edifici che ospitano le operazioni di voto, fuori dalle prefetture, dalle questure e dai palazzi di giustizia e all'esterno degli uffici postali centrali.
Inoltre, la bandiera deve essere obbligatoriamente esposta su tutti gli uffici pubblici nel giorno della Festa del Tricolore (7 gennaio), dell'anniversario dei Patti Lateranensi (11 febbraio), dell'Anniversario della liberazione (25 aprile), della Festa del lavoro (1º maggio), della giornata dell'Europa (9 maggio), della Festa della Repubblica Italiana (2 giugno), della commemorazione delle quattro giornate di Napoli (28 settembre), della festa del patrono d'Italia (Francesco d'Assisi, 4 ottobre), della giornata delle Nazioni Unite (24 ottobre; qui il tricolore deve sventolare insieme alla bandiera delle Nazioni Unite) e della Giornata dell'Unità Nazionale e delle Forze Armate (4 novembre).

### Modalità di esposizione
Il tricolore è spesso accompagnato dalla bandiera dell'Unione europea e dai vessilli degli enti locali. Nel caso di due bandiere esposte, il vessillo nazionale va posto a destra (sinistra per chi guarda, ossia la posizione d'onore), mentre se le bandiere sono in numero dispari, il tricolore deve essere issato al centro. Quest'ultima disposizione viene meno nel caso in cui venga esposta la bandiera di un altro Paese appartenente all'Unione europea: in questa circostanza la bandiera italiana cede il posto centrale alla bandiera dell'UE.
Di norma, su ciascun pennone non può essere applicato più di un vessillo. Fa eccezione lo stendardo presidenziale, che viene issato sul Torrino del Quirinale, sotto al tricolore, quando la terza asta risulta occupata dal vessillo di un Paese ospite. Se i pennoni disponibili sono tre ma le bandiere da esporre sono solo due, deve essere lasciato libero il pennone centrale e rispettato l'ordine di importanza dei vessilli.
Ad esempio, le bandiere esposte sugli edifici pubblici devono apparire, dall'esterno, nei seguenti ordini:
- , quotidianamente;
- , nella giornata delle Nazioni Unite;
- , alla presenza di un Paese ospite (non appartenente all'UE);
- , alla presenza di un Paese ospite (appartenente all'UE);
- , nelle sedi regionali, provinciali e comunali con tre pennoni;
- , nelle sedi regionali, provinciali e comunali con quattro pennoni;
- , nelle sedi regionali, provinciali e comunali alla presenza di un Paese ospite[N 10];
- , nelle sedi regionali, provinciali e comunali alla presenza di un Paese ospite[N 11].

La legge ne regolamenta anche le dimensioni: ferme restando le proporzioni di 2:3, che devono essere sempre rispettate, le bandiere tricolori esposte internamente agli edifici devono essere grandi 100×150 cm, con l'asta lunga 250 cm, mentre quelle che sventolano all'esterno devono essere di 2×3 m oppure di 3×4,5 m, con l'asta alta 4 o 8 m a seconda se sia installata, rispettivamente, su un balcone oppure a terra. In caso di presenza di bandiere di altri Stati, come in occasione di visite ufficiali di personalità straniere, gli stendardi esteri non devono essere più grandi del tricolore.
I vessilli tricolori esposti devono essere sempre in ottimo stato, interamente distesi e non devono mai toccare acqua o terra. In nessun caso, sul drappo, si possono scrivere o stampare figure e scritte. Inoltre, la bandiera italiana non può essere mai utilizzata come semplice drappeggio o come tessuto di uso comune (es. per ricoprire tavoli o come tendaggio).
In caso di lutto pubblico il vessillo può essere alzato a mezz'asta e sul drappo si possono apporre due strisce di velluto nero; queste ultime sono invece obbligatorie quando il tricolore partecipa a cerimonie funebri. Nelle cerimonie pubbliche il tricolore deve sfilare sempre per primo.

### Modalità per ripiegare la bandiera

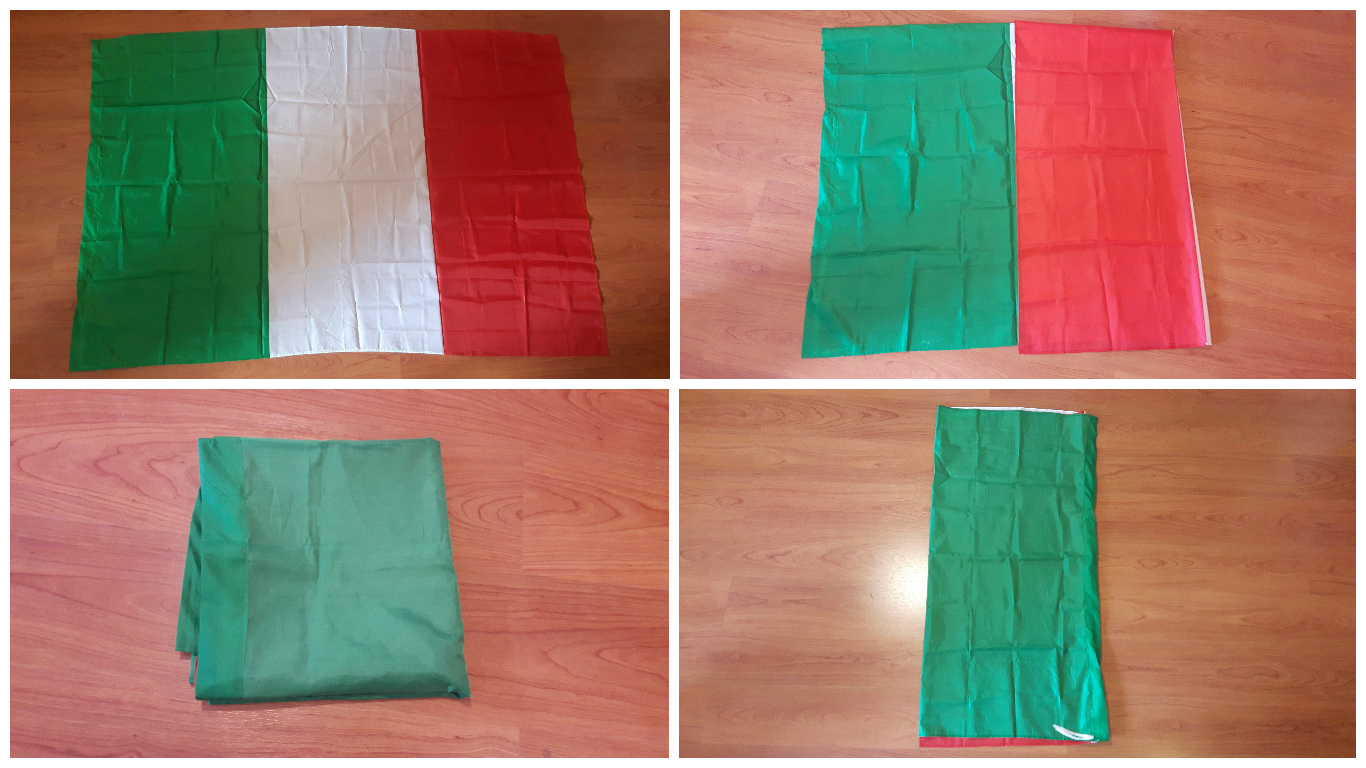
Dall'alto, in senso orario, immagine che mostra come ripiegare correttamente la bandiera italiana

Esiste una precisa modalità per il ripiegare il tricolore in modo corretto, con la messa in conto delle tre bande verticali cui il vessillo è composto.
La bandiera deve essere piegata secondo i confini delle bande di colore: prima la banda rossa e poi la banda verde devono essere piegate su quella bianca in modo da lasciare visibili solamente gli ultimi due colori citati; solo successivamente va piegata ulteriormente in modo da coprire totalmente il rosso e il bianco con il verde, unico colore a dover essere visibile al momento della fine della chiusura del drappo.

### Tutela giuridica
L'articolo 292 del codice penale italiano ("Vilipendio o danneggiamento alla bandiera o ad altro emblema dello Stato") tutela la bandiera italiana prevedendo il reato di vilipendio della stessa, o di altri vessilli riportanti i colori nazionali, così disponendo:
Chiunque pubblicamente e intenzionalmente distrugge, disperde, deteriora, rende inservibile o imbratta la bandiera nazionale o un altro emblema dello Stato è punito con la reclusione fino a due anni.
Agli effetti della legge penale per bandiera nazionale si intende la bandiera ufficiale dello Stato e ogni altra bandiera portante i colori nazionali.»
(Art. 292 del codice penale italiano)
In riferimento al vilipendio della bandiera italiana, destò scalpore la condanna a un anno e quattro mesi di reclusione inflitta al politico Umberto Bossi poi convertita, grazie alla modifica di alcune norme sul reato d'opinione e del già citato articolo 292 del codice penale, in una sanzione di 3 000 euro (in seguito condonata per indulto) per aver affermato, nel 1997, durante alcuni comizi, "Quando vedo il tricolore mi incazzo. Il tricolore lo uso per pulirmi il culo", "Il tricolore lo metta al cesso, signora" e "Ho ordinato un camion di carta igienica tricolore personalmente, visto che è un magistrato che dice che non posso avere la carta igienica tricolore". In seguito Bossi dichiarò "Oggi non mi riconosco più in quell'affermazione".

## Altre bandiere ufficiali italiane

### Stendardi delle alte cariche istituzionali

Stendardo del Presidente della Repubblica Italiana
Stendardo dei presidenti emeriti della Repubblica Italiana
Bandiera distintiva del Presidente del Consiglio dei ministri della Repubblica Italiana

Lo stendardo presidenziale italiano, come già accennato, richiama il vessillo della storica Repubblica Italiana del 1802-1805; la forma quadrata con bordatura blu Savoia simboleggiano le quattro forze armate italiane, ovvero l'Aeronautica Militare, l'Arma dei Carabinieri, l'Esercito Italiano e la Marina Militare, di cui il Presidente è il comandante.

### Insegne navali

Bandiera navale civile
Bandiera navale di Stato
Bandiera navale militare
Bandiera di bompresso militare (recto)
Bandiera di bompresso militare (verso)

Le bandiere navali portano simboli al centro della banda bianca per distinguersi dalla bandiera del Messico: 
- la bandiera militare porta lo stemma della Marina Militare: uno scudo, sormontato da una corona turrita e rostrata, che riunisce in quattro parti gli stemmi di quattro repubbliche marinare: quelle di Venezia (in cui il leone di San Marco porta la spada), Genova, Pisa e Amalfi;
- la bandiera civile porta uno stemma identico a quello della Marina Militare, ma senza corona e in cui il leone di san Marco porta il libro;
- la bandiera di Stato porta l'emblema della Repubblica Italiana.

## La Giornata nazionale della bandiera

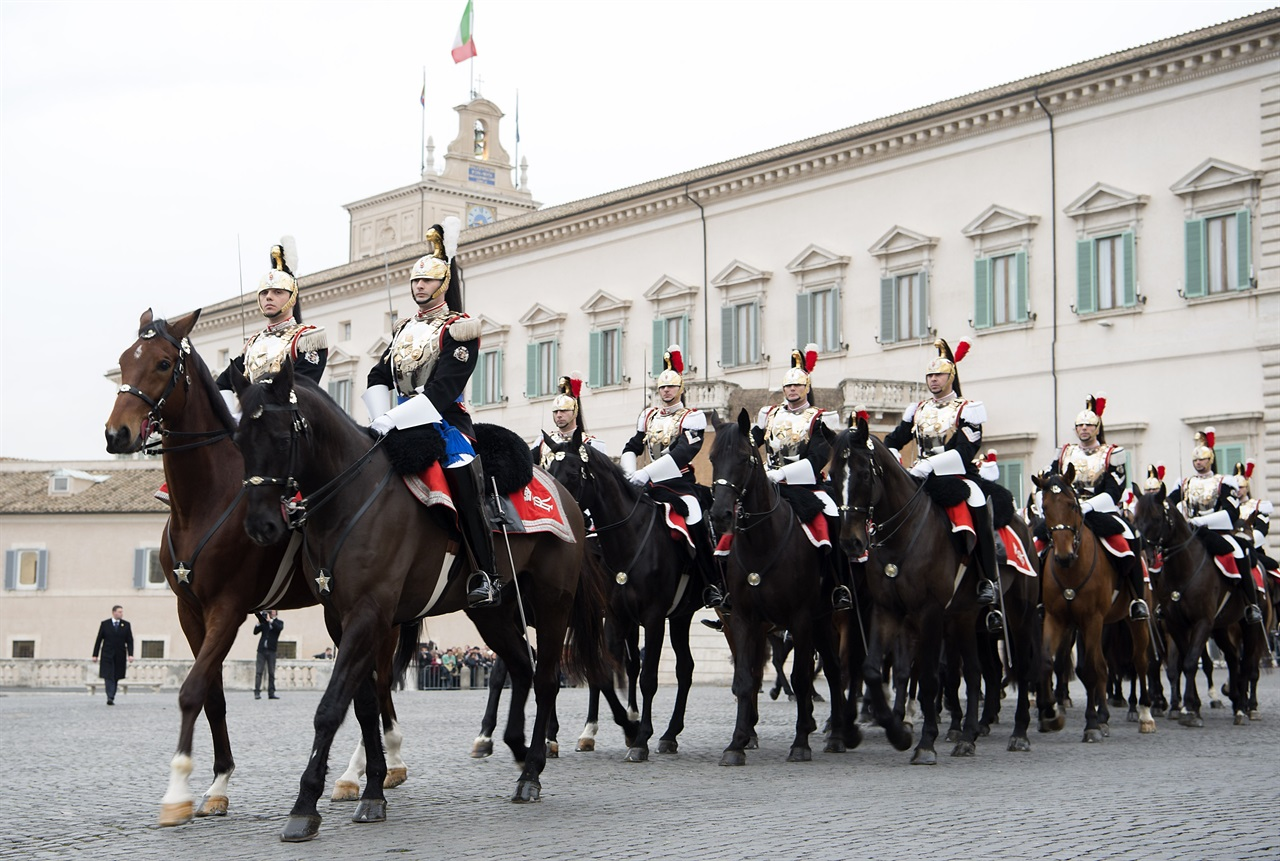
Cambio solenne della Guardia d'onore del Reggimento Corazzieri al Palazzo del Quirinale a Roma in occasione della Festa del Tricolore del 7 gennaio 2016

Per ricordare la nascita della bandiera italiana il 31 dicembre 1996 è stata istituita la Giornata nazionale della bandiera, che è meglio conosciuta come Festa del Tricolore. Si festeggia ogni anno il 7 gennaio, con le celebrazioni ufficiali che sono organizzate a Reggio Emilia, città dove fu decretata la prima adozione ufficiale del tricolore come bandiera nazionale da parte di uno Stato italiano, la Repubblica Cispadana, che avvenne il 7 gennaio 1797.
A Reggio Emilia la Festa del Tricolore è celebrata in piazza Prampolini, di fronte al municipio della città, alla presenza di una delle più alte cariche della Repubblica Italiana (il Presidente della Repubblica o il presidente di una delle camere), che assiste all'alzabandiera sulle note de Il Canto degli Italiani e che rende gli onori militari a una riproduzione della bandiera della Repubblica Cispadana.
A Roma, presso il Palazzo del Quirinale, il cerimoniale prevede invece il cambio della Guardia d'onore in forma solenne con lo schieramento e la sfilata del Reggimento corazzieri in uniforme di gala e della Fanfara del IV Reggimento Carabinieri a cavallo. Questo rito solenne viene svolto solamente in tre altre occasioni, durante le celebrazioni dell'Unità d'Italia (17 marzo), della Festa della Repubblica Italiana (2 giugno) e della Giornata dell'Unità Nazionale e delle Forze Armate (4 novembre).

## Il tricolore nei musei

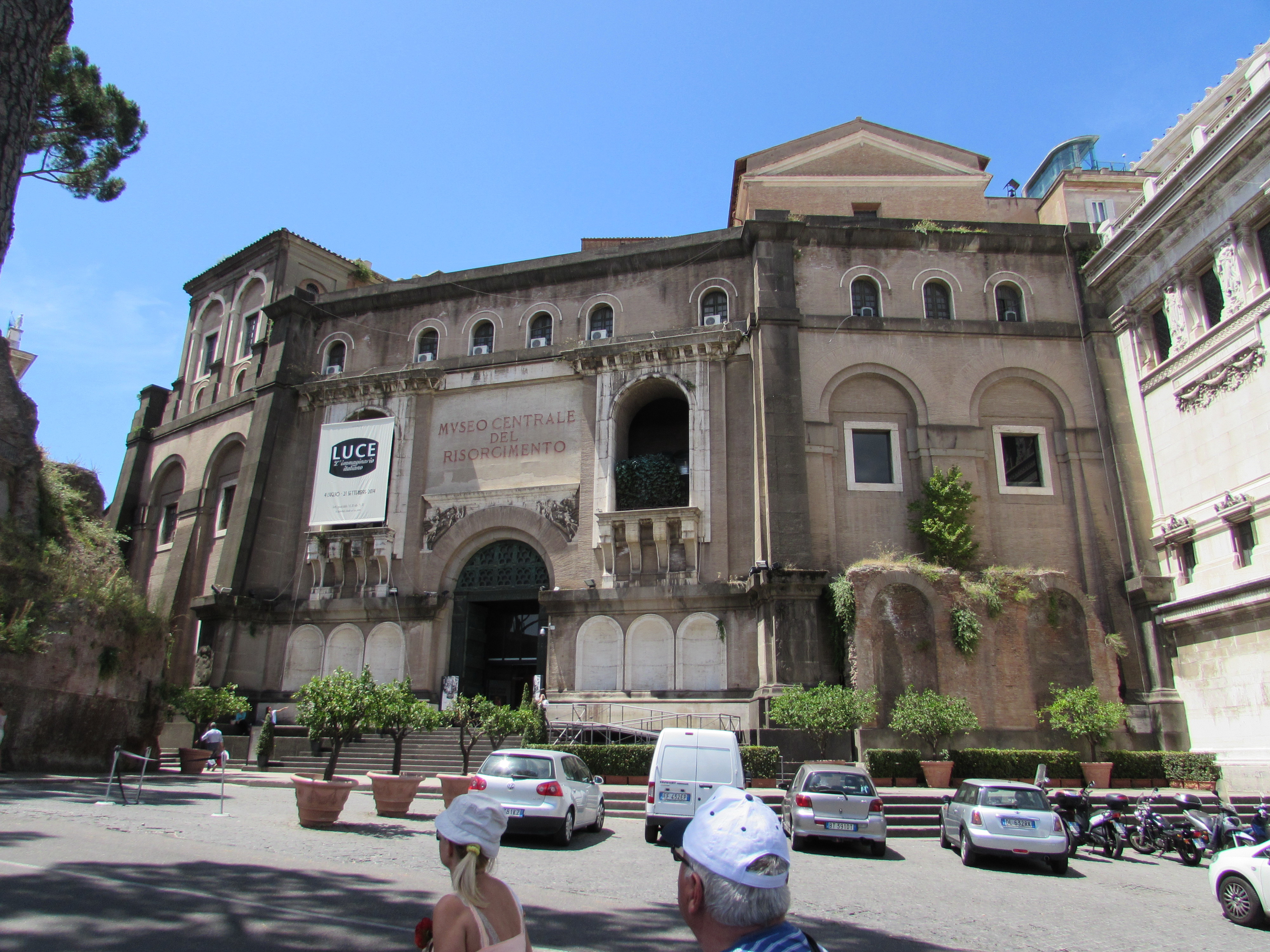
Il Museo Centrale del Risorgimento al Vittoriano, situato a Roma

Lo spazio espositivo più importante che ospita bandiere tricolori italiane si trova nel complesso architettonico dell'Altare della Patria a Roma. All'interno del Museo centrale del Risorgimento al Vittoriano, questo il suo nome, si possono trovare circa settecento bandiere storiche appartenenti ai reparti dell'Esercito Italiano, della Marina e dell'Aeronautica Militare, nonché il vessillo tricolore con cui fu avvolta nel 1921 la bara del Milite Ignoto durante il suo viaggio verso l'Altare della Patria. Il tricolore più antico conservato all'interno del Museo centrale del Risorgimento risale al 1860: è uno dei tricolori originali che sventolava sul piroscafo Lombardo che partecipò, insieme al Piemonte, alla spedizione dei Mille. Il Vittoriano ospita anche il Sacrario delle Bandiere, il museo che raccoglie e custodisce le bandiere di guerra italiane dismesse.
Nella capitale d'Italia sono di notevole interesse anche il Museo storico dell'Arma dei Carabinieri, il Museo storico dei bersaglieri, il Museo storico della fanteria, Museo storico dei granatieri di Sardegna, il Museo storico dell'Arma del genio, il Museo storico della Guardia di Finanza e il Museo storico della motorizzazione militare; tutti questi spazi espositivi ospitano anche bandiere tricolori storiche. 

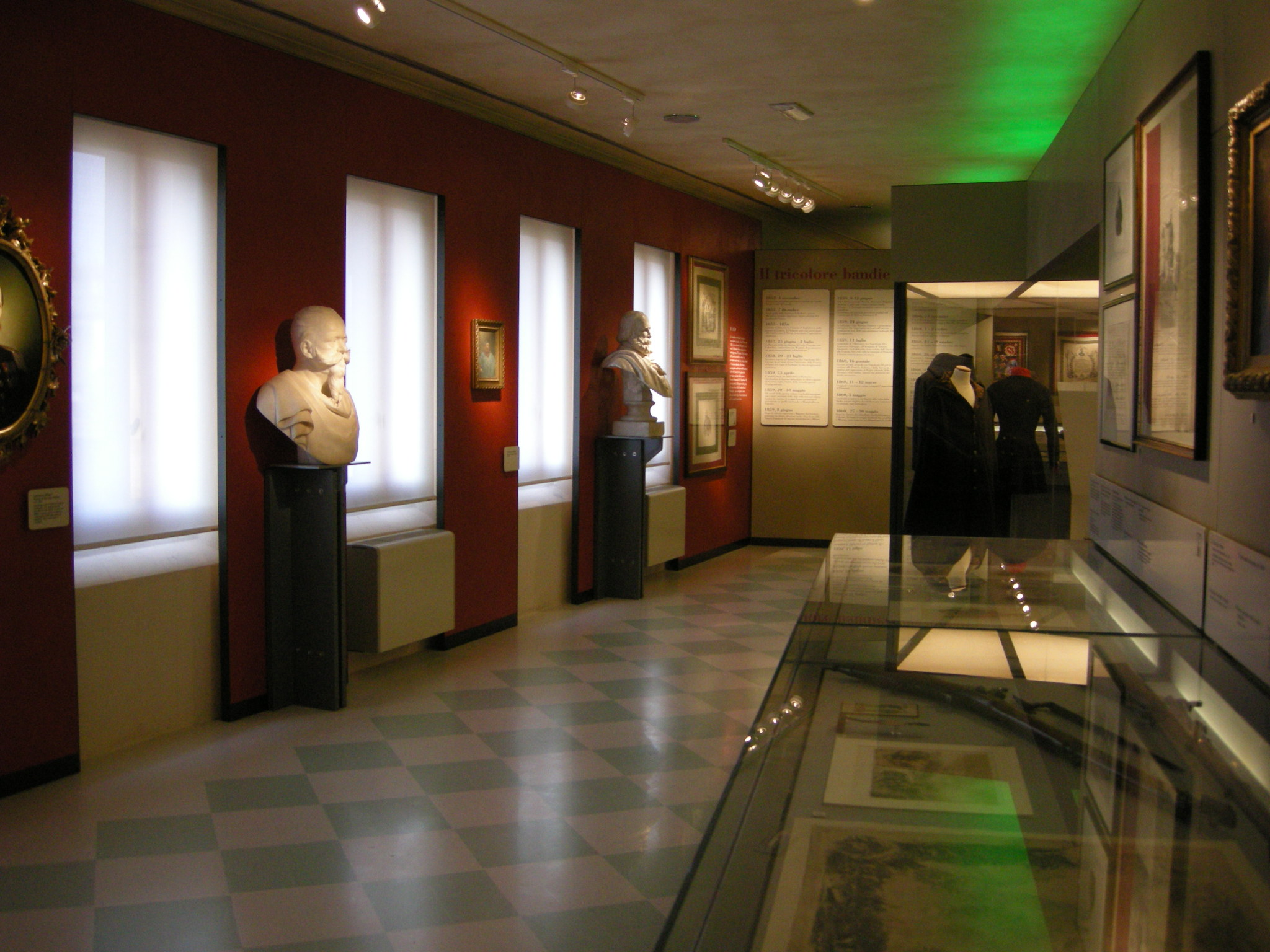
Interno del Museo del tricolore di Reggio Emilia

Di particolare rilevanza è il Museo del tricolore di Reggio Emilia, città che vide la nascita della bandiera italiana nel 1797. Fondato nel 2004, è situato all'interno del municipio della città emiliana, adiacente alla Sala del Tricolore: sono conservati documenti e cimeli la cui datazione è ascrivibile a un periodo compreso tra l'arrivo di Napoleone Bonaparte a Reggio (1796) e il 1897, anno del primo centenario della bandiera italiana.
In Emilia-Romagna sono da segnalare anche il Museo del Risorgimento e della Resistenza di Ferrara, il Museo Civico del Risorgimento di Modena, il Museo della Resistenza di Montefiorino, il Museo civico del Risorgimento di Bologna e il Museo del Risorgimento di Piacenza.
Al Museo nazionale del Risorgimento italiano di Torino, l'unico che abbia ufficialmente il titolo di "nazionale", è possibile trovare un ricco corredo di tricolori, tra cui alcuni risalenti ai moti del 1848. Tra i cimeli dell'Armeria Reale di Torino è conservata una bandiera del 1855, cimelio nella guerra di Crimea. In Piemonte sono presenti anche altri musei di notevole interesse che ospitano bandiere italiane all'interno delle loro collezioni: il Museo storico nazionale dell'artiglieria di Torino, il Museo storico dell'Arma di cavalleria di Pinerolo e il Museo storico badogliano a Grazzano Badoglio. 

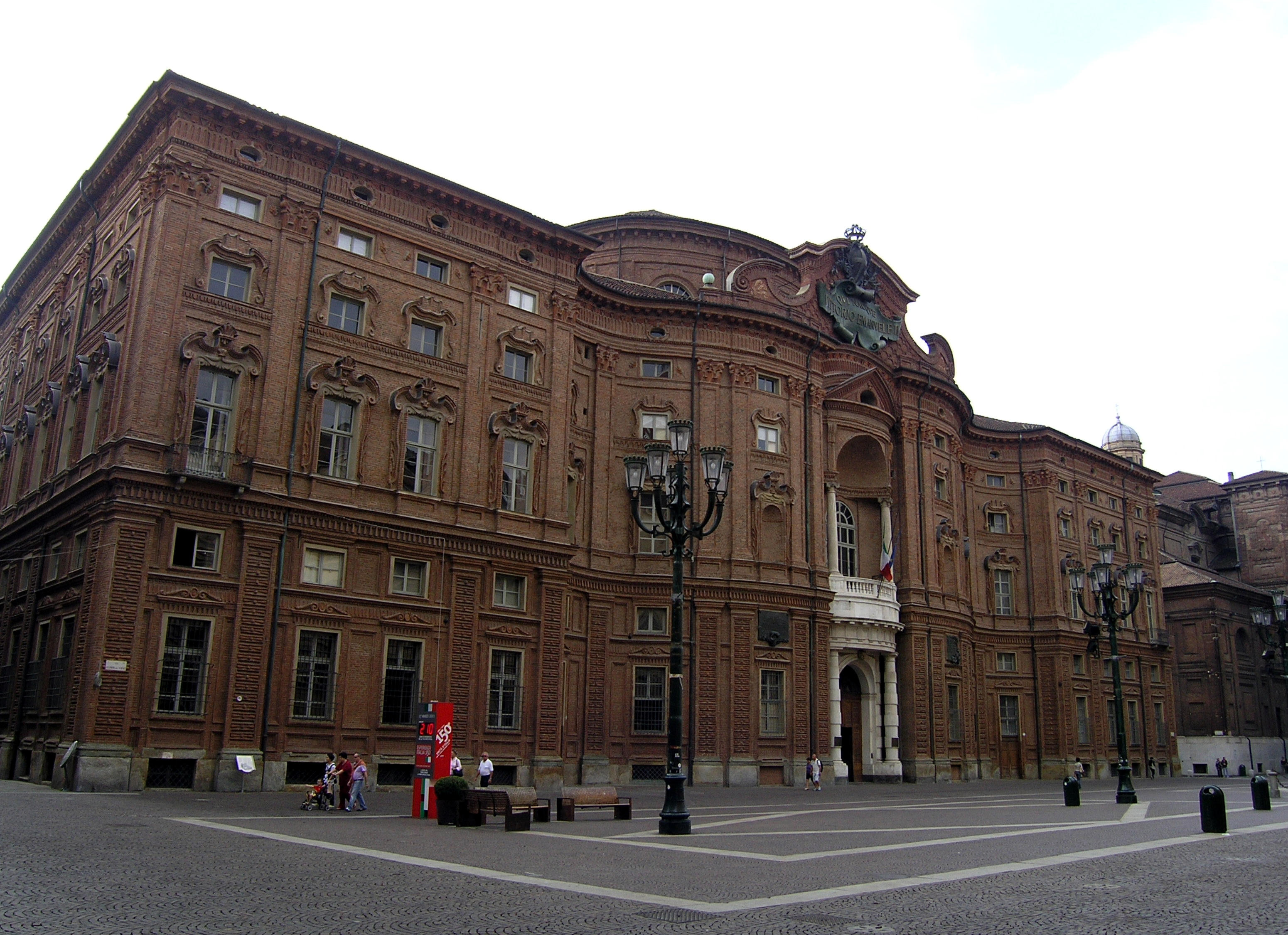
Il Museo nazionale del Risorgimento italiano di Torino

In Liguria è situato il Museo del Risorgimento e istituto mazziniano di Genova che conserva, tra l'altro, una bandiera originale della Giovine Italia, mentre a La Spezia è presente il Museo tecnico navale della Marina Militare, fondato nel XV secolo da Amedeo VIII di Savoia.
Il Museo del Risorgimento di Milano ospita un buon numero di tricolori di epoca napoleonica, tra cui una bandiera della Legione Lombarda risalente al 1797 e consegnata alla coorte dei cacciatori a cavallo solo successivamente alla già citata cerimonia avvenuta in piazza del Duomo il 6 novembre 1796. All'interno del museo meneghino è anche conservata la bandiera tricolore risalente alle cinque giornate che sventolò dal Duomo di Milano il 20 marzo 1848.
Vicino a Mantova, a Solferino, è situato il Museo del Risorgimento di Solferino e San Martino, che celebra l'omonimo scontro militare del 1859 e che ospita molti cimeli dell'avvenimento, tra cui diversi vessilli tricolori. 

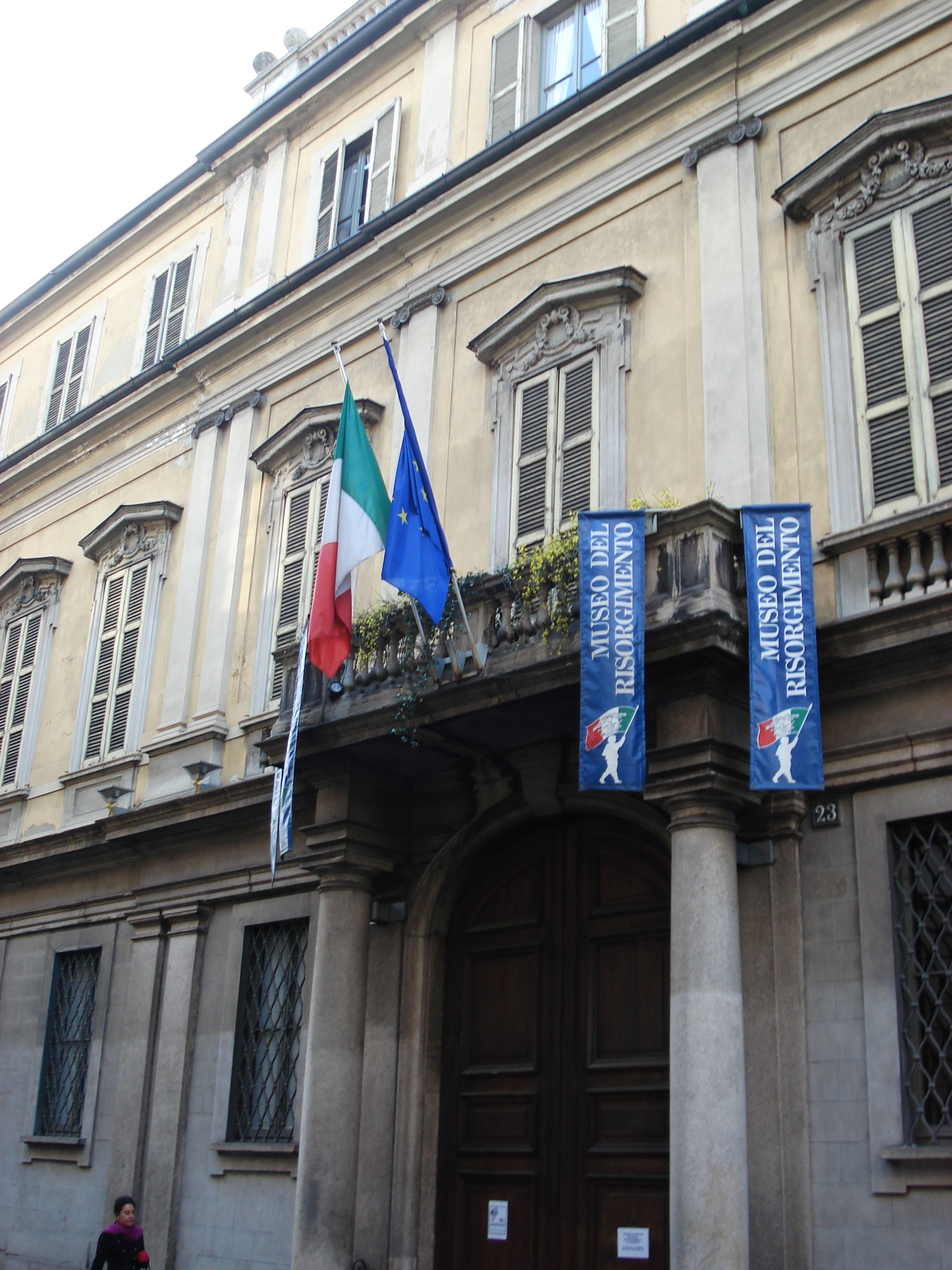
Il Museo del Risorgimento di Milano

Sempre in Lombardia sono presenti il Museo internazionale della Croce Rossa di Castiglione delle Stiviere, il Museo del Risorgimento di Bergamo, il Museo del Risorgimento di Brescia, il Museo del Risorgimento di Como, il Vittoriale degli Italiani di Gardone Riviera, il Museo del Risorgimento di Mantova, il Museo del Risorgimento di Pavia e il Museo del Risorgimento di Voghera.
A Venezia, il Museo del Risorgimento e dell'Ottocento veneziano conserva la bandiera tricolore del 1848 che salutò la cacciata degli austriaci dalla città lagunare; Venezia ospita anche il Museo storico navale, che ha un'importanza paragonabile all'omonimo spazio espositivo di La Spezia. Completano il quadro dei musei del Triveneto il Museo storico italiano della guerra di Rovereto, dedicato alla prima guerra mondiale, che ospita molti cimeli, tra cui diverse bandiere tricolori; il Museo storico di Trento, che conserva reperti dedicati agli Alpini, il Museo del Risorgimento e dell'età contemporanea di Padova, il Museo del Risorgimento e della Resistenza di Vicenza. A Trieste è invece situato il Museo del Risorgimento e sacrario di Oberdan.
Altri spazi espositivi di questo genere che ospitano vessilli tricolori storici, la cui tipologia è diffusa principalmente in Italia settentrionale, si trovano anche in altre regioni. Da segnalare sono la Domus Mazziniana di Pisa, il museo marchigiano del Risorgimento e della Resistenza di Macerata, il Museo del Risorgimento di Palermo, che conserva anch'esso una delle bandiere tricolori originali appartenenti al piroscafo Lombardo che partecipò alla spedizione dei Mille, il Museo dei Brettii e degli Enotri di Cosenza, dove è custodito un tricolore della rivolta scoppiata nella città calabrese nel 1844, e il museo dell'archivio di Stato di Napoli che custodisce, tra l'altro, dodici delle ventuno bandiere tricolori requisite dal generale borbonico Carlo Filangieri ai patrioti siciliani di Caltagirone, Catania, Leonforte e Siracusa durante la rivoluzione siciliana del 1848.
In Sardegna, oltre al Museo del Risorgimento dell'archivio di Stato di Cagliari, è presente il Museo risorgimentale Duca d'Aosta di Sanluri, allestito presso il castello di Elenonora d'Arborea, che conserva, tra i numerosi cimeli patriottici e le bandiere storiche, il tricolore che il 3 novembre 1918 garrì per primo nella Trieste appena riconquistata dall'Italia dopo la vittoria nella prima guerra mondiale.

## Evoluzione storica della bandiera d'Italia

Bandiera della Repubblica Cispadana (1797)
Bandiera della Repubblica Cisalpina (1797-1798)
Bandiera della Repubblica Cisalpina (1798-1802)
Bandiera della Repubblica Italiana (1802-1805)
Bandiera del Regno d'Italia (1805-1814)
Bandiera delle Province Unite Italiane (1831)
Bandiera del Regno delle Due Sicilie (1848-1849)
Bandiera della Repubblica di San Marco (1848-1849)
Bandiera del Regno di Sardegna (1848-1851)
Bandiera del Regno di Sicilia (1848-1849)
Bandiera del Granducato di Toscana (1848-1849)
Bandiera della Repubblica Romana (1849)
Bandiera di guerra della Repubblica Romana (1849)
Bandiera delle Città libere di Mentone e Roccabruna (1848-1849)
Bandiera delle Province Unite del Centro Italia (1859-1860)
Bandiera del Regno delle Due Sicilie (1860-1861)
Bandiera nazionale e mercantile del Regno di Sardegna (1851-1861) e del Regno d'Italia (1861-1946)
Bandiera di stato del Regno di Sardegna (1851-1861) e del Regno d'Italia (1861-1946) per le residenze dei sovrani, sedi parlamentari, uffici e rappresentanze diplomatiche
Bandiera della Colonna Italiana, nota anche come Centuria Giustizia e Libertà (1936-1945)
Bandiera nazionale della Repubblica Sociale Italiana (1943-1945)
Bandiera di guerra della Repubblica Sociale Italiana (1943-1944)
Bandiera di guerra della Repubblica Sociale Italiana (1944-1945)
Bandiera del Comitato di Liberazione Nazionale (1943-1945)
Bandiera delle Brigate Garibaldi (1943-1945)
Bandiera della Repubblica Italiana[N 12] (1946-2003)
Bandiera dell'Amministrazione fiduciaria italiana della Somalia (1950-1960)
Bandiera della Repubblica Italiana (2003-2006)
Bandiera della Repubblica Italiana (2006-in uso)

## La bandiera d'Italia nelle arti

### Nelle arti visive

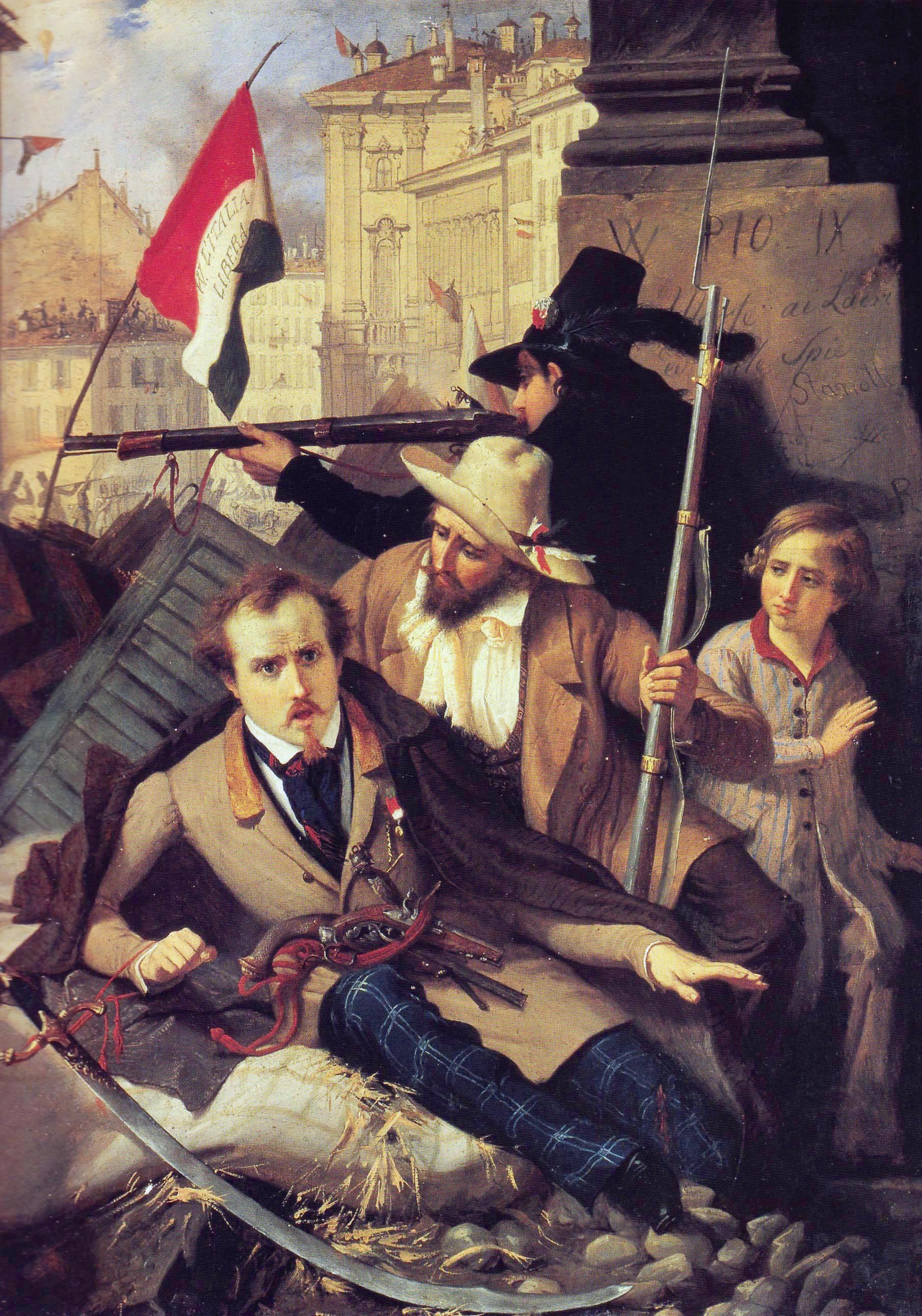
Combattimento a Palazzo Litta (metà XIX secolo), di Baldassare Verazzi

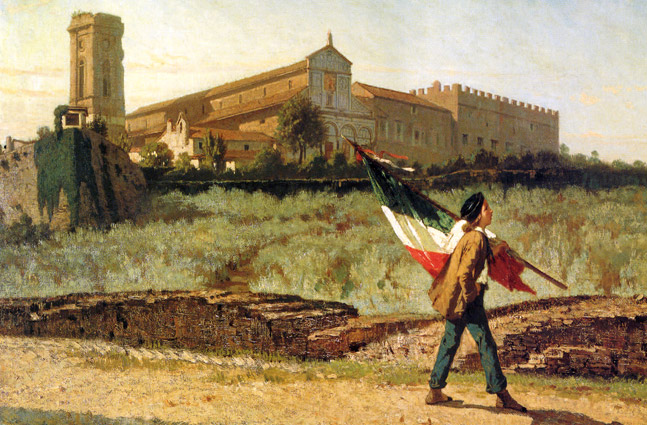
La prima bandiera italiana portata in Firenze di Francesco Saverio Altamura (1859)

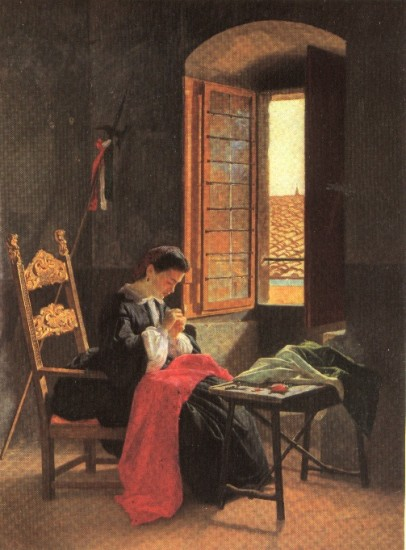
Il 26 aprile 1859 di Odoardo Borrani (1861)

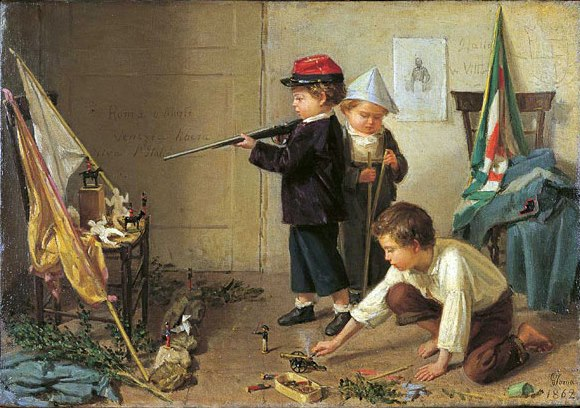
Piccoli patrioti (1862), di Gioacchino Toma

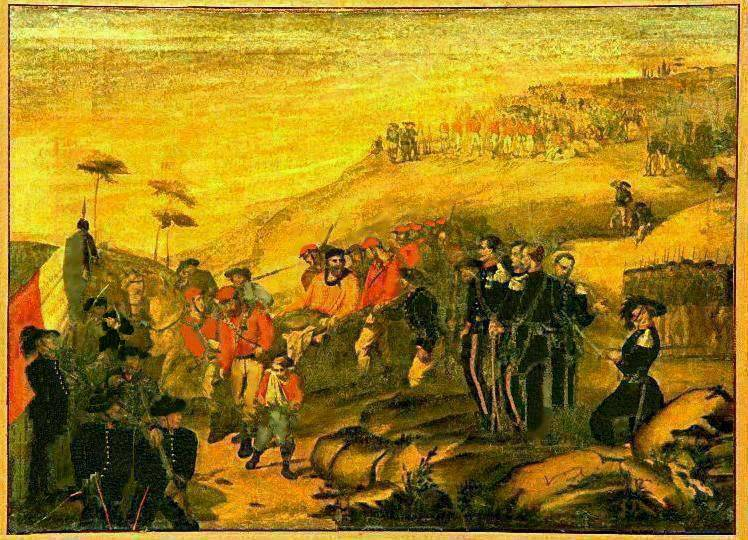
Garibaldi ferito all'Aspromonte di autore ignoto (1870 ca.)

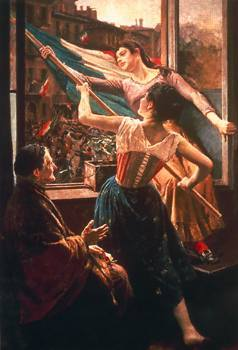
Episodio delle Cinque Giornate in Piazza Sant'Alessandro (fine XIX secolo), di Carlo Stragliati

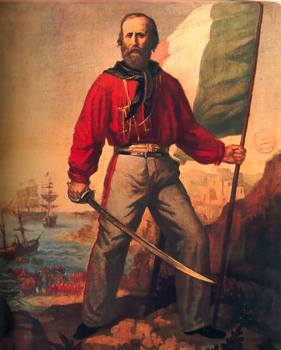
Garibaldi sbarca a Marsala (fine XIX secolo), di Gerolamo Induno

Celebri dipinti risorgimentali il cui soggetto ruota intorno al tricolore sono Pasquale Sottocorno all'assalto del Palazzo del Genio durante le Cinque Giornate di Milano (1860) di Pietro Bouvier, Carlo Alberto di Savoia al balcone di palazzo Greppi (1848) di Carlo Bossoli, Piccoli patrioti (1862), di Gioacchino Toma, Garibaldi sbarca a Marsala (fine XIX secolo), La partenza dei volontari (1877-1878), La partenza del Garibaldino (1860), La partenza dei coscritti nel 1866 (1878) Il ritorno del soldato ferito (1854), tutti di Gerolamo Induno, La prima bandiera italiana portata in Firenze (1859) di Francesco Saverio Altamura, Il soldato ferito (1865-1870) di Angelo Trezzini, Episodio delle Cinque Giornate in Piazza Sant'Alessandro di Carlo Stragliati (fine XIX secolo), Combattimento a Palazzo Litta (metà XIX secolo) di Baldassare Verazzi, I fratelli sono al campo! Ricordo di Venezia (1869) di Mosè Bianchi, La breccia di Porta Pia (1880) di Carlo Ademollo, Il 26 aprile 1859 (1861) di Odoardo Borrani, e Sepoltura garibaldina (1862-64) di Filippo Liardo.
Il tricolore ricorre spesso nei quadri dei pittori italiani aderenti al futurismo. In particolare Giacomo Balla ha sovente utilizzato il simbolo della bandiera italiana in alcune opere di carattere patriottico quali Sventolio di bandiere, Dimostrazione interventista e Dimostrazione XX settembre.

### Nella musica
I primi brani musicali sul tricolore iniziarono a essere composti poco dopo la sua adozione ufficiale del 7 gennaio 1797. Il più famoso componimento musicale popolare scritto in questo periodo e dedicato alla bandiera italiana è Al tricolore, che recita:
(Al tricolore, autore ignoto)
La maggior parte dei brani musicali dedicati al tricolore italiano sono stati però scritti durante il Risorgimento. Il più famoso è La bandiera dei tre colori, cantata in tutte le scuole primarie italiane per decenni:
(La bandiera dei tre colori, autore ignoto)
Durante il giornata dell'Aspromonte (29 agosto 1862) risuonavano la note de La bandiera tricolore, di autore ignoto; la bandiera è anche citata nell'Inno di Garibaldi, brano musicale del 1859 di Luigi Mercantini, che accompagnò la spedizione dei Mille. Altri brani risorgimentali celebranti il tricolore sono Liberazione di Milano di Giuseppe Bertoldi, O giovani ardenti di autore anonimo e Inno di guerra del 1848-49 di Luigi Mercantini.
Il vessillo italiano è poi citato nel componimento musicale La campana di San Giusto e nel brano Faccetta nera, scritto da Renato Micheli e musicato da Mario Ruccione nell'aprile 1935 in occasione della guerra d'Etiopia (1935-1936).
Al tricolore fu anche dedicata la canzone del 1961 La bandiera di Domenico Modugno. Nel 1965 il cantante Ivan Della Mea richiamò il tricolore come simbolo dell'unità nazionale nella canzone Nove Maggio: il brano si riferisce alla manifestazione organizzata il 9 maggio 1965 a ricordo del ventesimo anniversario della liberazione d'Italia (1943-1945).
Nel marzo 2007 il cantautore reggiano Graziano Romani ha pubblicato l'album Tre colori, ispirato alla bandiera italiana e alla circostanza in cui il tricolore fu adottato nella sua città.

### Nella letteratura
Molti poeti del romanticismo trattarono la bandiera tricolore nelle loro opere letterarie, traendone accostamenti e simbolismi:
(Giovanni Berchet, All'armi all'armi!, 1831)
(Francesco Dall'Ongaro, Il Brigidino (In onore al tricolore italiano), 1847)
(Arnaldo Fusinato, Il Canto degli Insorti, aprile 1848)
(Francesco Dall'Ongaro, Garibaldi in Sicilia, maggio 1860)
(Giosuè Carducci, Discorso tenuto per celebrare il 1º Centenario della nascita del Tricolore, Reggio Emilia, 7 gennaio 1897)
Nella letteratura non tutti i richiami alla bandiera italiana sono celebranti il tricolore. Quello proferito da don Fabrizio Corbera, principe di Salina, ne Il Gattopardo di Giuseppe Tomasi di Lampedusa recita:
(Il Gattopardo, Giuseppe Tomasi di Lampedusa)

## Bandiere nazionali simili a quella italiana

Bandiere italiana e messicana a confronto

Bandiera irlandese

Il vessillo nazionale italiano appartiene alla famiglia delle bandiere derivata dal tricolore francese, con tutti i significati annessi, come accennato, agli ideali della rivoluzione francese.
Per via della disposizione comune dei colori, a prima vista, sembra che l'unica differenza tra la bandiera italiana e quella messicana sia soltanto lo stemma azteco presente nella seconda; in realtà il tricolore italiano utilizza tonalità più chiare di verde e rosso, e ha proporzioni diverse rispetto alla bandiera messicana: quelle del vessillo italiano sono pari a 2:3, mentre le proporzioni della bandiera messicana sono 4:7. La somiglianza fra le due bandiere pose un serio problema nei trasporti marittimi, dato che in origine la bandiera mercantile messicana era priva di stemmi e quindi era conseguentemente identica al tricolore repubblicano italiano del 1946; per ovviare all'inconveniente, su richiesta delle autorità marittime internazionali, sia l'Italia sia il Messico adottarono bandiere navali con stemmi differenti.
Sempre per via della disposizione tricolore, la bandiera italiana risulta piuttosto simile anche alla bandiera dell'Irlanda, a eccezione dell'arancione al posto del rosso (sebbene le tonalità impiegate per i due colori si rassomiglino molto) e delle proporzioni (2:3 contro 1:2).
La bandiera dell'Ungheria ha gli stessi colori di quella italiana, ma ciò non crea confusione tra i vessilli: sulla bandiera magiara il tricolore rosso, bianco e verde è disposto orizzontalmente. Altre bandiere che presentano il verde, il bianco e il rosso a fasce orizzontali sono quelle di Bulgaria, Iran, Oman e Tagikistan.
Presentano infine altre combinazioni dei tre colori i vessilli di Madagascar, Suriname, e Burundi.

### Esplicative
1. ↑  Questi versi, che si leggono nella seconda strofa de Il Canto degli Italiani di Goffredo Mameli e Michele Novaro, inno nazionale italiano dal 1946, richiamano alla speranza ("la speme") che l'Italia, ancora divisa negli stati preunitari, si fonda finalmente in un'unica nazione raccogliendosi sotto una sola bandiera: il tricolore.
2. ↑  Il Vocabolario Treccani utilizza indifferentemente sia la "T" maiuscola che la "t" minuscola. Cfr.  Tricolóre, in Treccani.it – Vocabolario Treccani on line, Roma, Istituto dell'Enciclopedia Italiana. URL consultato il 5 febbraio 2025.
3. 1 2  La terminologia utilizzata nel testo costituzionale è araldicamente impropria: la "banda", per definizione, è quel tipo di partizione che divide la bandiera diagonalmente. La definizione corretta avrebbe dovuto essere "interzata in palo". Cfr.  Manuale ragionato di araldica, su manuali.lamoneta.it. URL consultato il 5 febbraio 2025.
4. ↑  Archivio di Stato di Bologna, Archivio napoleonico, I, Senato provvisorio, Atti dell'Assunteria di magistrati, b. 5, c. 542 “Bandiera coi colori nazionali” e sgg., 10 maggio 1796 - 30 ottobre 1796.
5. ↑  Il verde è infatti anche il colore della massoneria.
6. ↑  Santorre di Santa Rosa fu uno dei capi dei moti del 1820-1821 in Piemonte.
7. ↑  "Re eletto", ovvero in procinto di diventare re d'Italia. Il termine "eletto" ha infatti, tra suoi i sinonimi, "designato", "investito", "prescelto" e "acclamato". Con questo titolo Vittorio Emanuele II di Savoia coniò anche monete che ebbero corso legale nelle Province Unite del Centro Italia, entità statale di breve esistenza costituita da territori che di lì a poco sarebbero stati annessi al Regno di Sardegna grazie ai plebisciti risorgimentali. Cfr.  Visione d'insieme delle monete - Re Eletto, su numismatica-italiana.lamoneta.it. URL consultato il 25 settembre 2018.
8. ↑  Quella che oggi è chiamata pizza Margherita era tuttavia già stata preparata nel 1866, prima della dedica alla regina d'Italia, come attesta Francesco De Bourcard in: Usi e costumi di Napoli, riedizione in copia anastatica, tiratura limitata a 999 copie, Napoli, Alberto Marotta, 1965 [1866] p.124.
9. ↑  1. I toni cromatici dei colori della bandiera della Repubblica, indicati dall'art. 12 della Costituzione, sono definiti dalla circolare della presidenza del Consiglio dei ministri del 2 giugno 2004, UCE 3.3.1/14545/1, con i seguenti codici Pantone tessile, su tessuto stamina (fiocco) di poliestere:
  - verde: Pantone tessile 17-6153;
  - bianco: Pantone tessile 11-0601;
  - rosso: Pantone tessile 18-1662.

2. L'utilizzazione di altri tessuti deve produrre lo stesso risultato cromatico ottenuto sull'esemplare custodito presso il dipartimento del cerimoniale di Stato della presidenza del Consiglio dei ministri, nonché presso ogni prefettura e ogni rappresentanza diplomatica italiana all'estero.
Articolo nº 31 "Definizione cromatica dei colori della bandiera della Repubblica", della Sezione V "Bandiera della Repubblica, Inno nazionale, Feste nazionali e Esequie di Stato", del capo II "Delle disposizioni generali in materia di cerimoniale", dell'allegato "Presidenza del Consiglio dei Ministri – Dipartimento del Cerimoniale di Stato", al decreto del Presidente del Consiglio dei ministri del 14 aprile 2006 "Disposizioni generali in materia di cerimoniale e di precedenza tra le cariche pubbliche", pubblicato sulla Gazzetta Ufficiale della Repubblica Italiana nº 174 del 28 luglio 2006.
10. ↑  Se il rango dell'ospite è uguale o superiore a quello dell'ospitante si applica questo ordine.
11. ↑  Se il rango dell'ospite è inferiore a quello dell'ospitante si applica questo ordine.
12. ↑  La bandiera della Repubblica Italiana in uso dal 1946 al 2003 non aveva però una definizione cromatica precisa, definizione cromatica che fu poi specificata per la prima volta nel 2003.

### Bibliografiche
1. 1 2  Maiorino, p. 273.
2. 1 2 3 4  Villa, p. 33.
3. 1 2  Tarozzi, p. 333.
4. 1 2  Bellocchi, p. 9.
5. 1 2  (FR) Le drapeau français - Présidence de la République, su elysee.fr. URL consultato il 13 febbraio 2013.
6. 1 2 3   Otto mesi prima di Reggio il tricolore era già una realtà, su radiomarconi.com. URL consultato il 14 gennaio 2016 (archiviato dall'url originale il 9 marzo 2016).
7. 1 2 3 4 5 6 7   I Simboli della Repubblica - il Tricolore, su quirinale.it. URL consultato il 5 febbraio 2025.
8. 1 2 3 4 5  Maiorino, p. 156.
9. 1 2   Giovani del terzo millennio, di Giacomo Bolzano, su books.google.it. URL consultato il 9 marzo 2017.
10. ↑   Il verde no, perché è il colore del re. Così la Francia ha scelto la bandiera blu, bianca e rossa ispirandosi all'America, su italiaoggi.it. URL consultato il 9 marzo 2017.
11. ↑   Presa della Bastiglia, il 14 luglio e il rosso della first lady messicana Angelica, su ansa.it. URL consultato il 9 marzo 2017.
12. ↑   Michel Vovelle, La Révolution française (1789-1799), Armand Colin, 2011,  p. 117.
13. 1 2   Nicola Ferorelli, La vera origine del tricolore italiano, in Rassegna storica del Risorgimento, vol. XII, fasc. III, 1925,  p. 668. URL consultato il 13 febbraio 2017 (archiviato dall'url originale il 1º aprile 2019).
14. 1 2   Nicola Ferorelli, La vera origine del tricolore italiano, in Rassegna storica del Risorgimento, vol. XII, fasc. III, 1925,  p. 666. URL consultato il 13 febbraio 2017 (archiviato dall'url originale il 31 marzo 2019).
15. 1 2   Nicola Ferorelli, La vera origine del tricolore italiano, in Rassegna storica del Risorgimento, vol. XII, fasc. III, 1925,  p. 662. URL consultato il 13 febbraio 2017 (archiviato dall'url originale il 31 marzo 2019).
16. 1 2   I valori » Il Tricolore, su 150anni.it. URL consultato il 3 maggio 2017.
17. ↑   Mostra Giovan Battista De Rolandis e il Tricolore, su 150.provincia.asti.it. URL consultato il 14 gennaio 2016 (archiviato dall'url originale il 1º gennaio 2016).
18. 1 2 3  Villa, p. 12.
19. ↑  De Rolandis, p. 83.
20. ↑  Colangeli, p. 11.
21. ↑  Colangeli, p. 13.
22. ↑  Tarozzi, p. 66.
23. ↑  Tarozzi, p. 69.
24. 1 2 3  Maiorino, p. 162.
25. 1 2 3  Busico, p. 9.
26. ↑  Bazzano, p. 130.
27. ↑  Damilano, p. 36.
28. 1 2  Fiorini, p. 688.
29. 1 2  Bovio, p. 19.
30. 1 2  Tarozzi, p. 67.
31. 1 2 3   Francesco Frasca, L'Esercito del primo Tricolore (PDF), su difesa.it. URL consultato l'8 marzo 2017 (archiviato dall'url originale il 9 marzo 2017).
32. 1 2 3 4  Villa, p. 10.
33. 1 2 3 4 5  Busico, p. 11.
34. 1 2 3 4 5  Maiorino, p. 158.
35. 1 2 3 4 5 6 7 8  Villa, p. 11.
36. ↑  Tarozzi, pp. 67-68.
37. 1 2 3 4 5  Vecchio, p. 42.
38. 1 2 3  Colangeli, p. 14.
39. ↑  Tarozzi, p. 68.
40. ↑   Bologna, 28 ottobre 1796: Nascita della Bandiera Nazionale Italiana, su radiomarconi.com. URL consultato il 14 gennaio 2016 (archiviato dall'url originale il 7 marzo 2016).
41. ↑  Maiorino, pp. 156-157.
42. 1 2  Maiorino, p. 157.
43. ↑  Tarozzi, p. 9.
44. ↑  Fiorini, p. 706.
45. ↑  Villa, p. 46.
46. 1 2 3 4  Maiorino, p. 159.
47. 1 2 3  Busico, p. 13.
48. ↑  Maiorino, p. 155.
49. 1 2 3   Lauro Rossi, Origini della bandiera tricolore italiana (PDF), su elearning.unite.it. URL consultato il 2 marzo 2017 (archiviato dall'url originale il 24 febbraio 2017).
50. ↑  Villa, pp. 11-12.
51. ↑  Maiorino, pp. 159-160.
52. 1 2  Maiorino, p. 160.
53. ↑  Villa, pp. 13-14.
54. 1 2  Maiorino, p. 163.
55. 1 2  Villa, p. 13.
56. ↑  Busico, p. 17.
57. 1 2  Maiorino, p. 166.
58. ↑  Autori vari, p. 199.
59. 1 2 3  Maiorino, p. 168.
60. 1 2 3   Lo Stendardo presidenziale, su quirinale.it. URL consultato il 4 marzo 2017.
61. ↑  Romano, p. 360.
62. ↑  Villa, p. 16.
63. 1 2  Bovio, p. 37.
64. ↑  Maiorino, p. 167.
65. 1 2 3  Maiorino, p. 169.
66. ↑  Villa, p. 15.
67. ↑  Colangeli, p. 17.
68. ↑  Bronzini, p. 137.
69. 1 2 3 4  Villa, p. 18.
70. ↑   Massimo Novelli, Il tricolore sventola la notte sulla cittadella di Alessandria, su ricerca.repubblica.it, repubblica.it, 31 luglio 2007. URL consultato il 16 febbraio 2016.
71. ↑  Quondam, p. 334.
72. ↑  Tarozzi, p. 147.
73. ↑  Maiorino, p. 170.
74. ↑  Busico, pp. 25-27.
75. ↑  Maiorino, p. 172.
76. ↑  Tarozzi, p. 73.
77. 1 2  Busico, p. 27.
78. 1 2  Tarozzi, p. 74.
79. 1 2 3 4 5  Villa, p. 19.
80. 1 2  Maiorino, p. 173.
81. 1 2  Maiorino, p. 174.
82. 1 2  Maiorino, p. 175.
83. 1 2  Bellocchi, p. 38.
84. ↑  Busico, p. 33.
85. 1 2  Bellocchi, p. 39.
86. ↑  Bellocchi, p. 49.
87. ↑  Maiorino, p. 179.
88. 1 2  Viola, p. II.
89. 1 2  Maiorino, p. 184.
90. ↑  Viola, p. III.
91. ↑  Bellocchi, p. 54.
92. ↑  Bellocchi, p. 27.
93. ↑  Bellocchi, pp. 27-28.
94. ↑   Quando Viareggio adottò il tricolore italiano prima dell'Italia, su welcome2lucca.com. URL consultato il 21 dicembre 2022 (archiviato il 21 dicembre 2022).
95. ↑  Bellocchi, pp. 28-33.
96. 1 2  Bellocchi, p. 81.
97. ↑  Bellocchi, pp. 20-21.
98. 1 2  Maiorino, p. 176.
99. ↑  Bellocchi, p. 34.
100. ↑  Bellocchi, p. 35.
101. ↑  Tornielli, p. 258.
102. 1 2  Tarozzi, p. 75.
103. ↑  Maiorino, p. 188.
104. ↑  Bellocchi, p. 72.
105. ↑  Busico, p. 29.
106. ↑  Bellocchi, p. 22.
107. 1 2 3  Bellocchi, p. 25.
108. 1 2 3  Villa, p. 23.
109. ↑  Busico, p. 28.
110. ↑  Bellocchi, p. 43.
111. ↑  Busico, p. 32.
112. ↑  Villa, pp. 23-24.
113. ↑  Bellocchi, pp. 40 e 42.
114. 1 2 3  Villa, p. 24.
115. ↑  Tarozzi, p. 11.
116. ↑  Tarozzi, p. 156.
117. ↑  Maiorino, p. 193.
118. ↑  Bellocchi, pp. 82 e 84.
119. ↑  Busico, p. 39.
120. ↑  Maiorino, p. 191.
121. ↑  Maiorino, p. 192.
122. ↑  Bellocchi, p. 85.
123. ↑  Bellocchi, pp. 96-101.
124. ↑  Bellocchi, p. 101.
125. ↑  Busico, p. 43.
126. ↑  Maiorino, pp. 196-198.
127. ↑  Maiorino, pp. 202-203.
128. ↑  Villa, p. 25.
129. ↑  Maiorino, p. 198.
130. ↑  Bellocchi, p. 116.
131. ↑  Maiorino, pp. 205-206.
132. ↑  Busico, pp. 47-49.
133. ↑  Maiorino, p. 205.
134. 1 2  Maiorino, p. 207.
135. ↑  Bellocchi, pp. 118-119.
136. ↑  Maiorino, p. 208.
137. ↑   Torino, 17 marzo 1861: la proclamazione del Regno d’Italia, su 150anni-lanostrastoria.it. URL consultato il 4 marzo 2017.
138. ↑   Storia della bandiera italiana, su radiomarconi.com. URL consultato il 14 gennaio 2016 (archiviato dall'url originale il 16 gennaio 2016).
139. 1 2  Villa, p. 26.
140. ↑  Maiorino, p. 201.
141. ↑  Bellocchi, p. 105.
142. ↑  Busico, p. 45.
143. ↑  Cardinali, p. 118.
144. ↑   Marco Nese, La bandiera fatta a pezzi (per salvarla dal nemico), su corriere.it, 3 giugno 2011. URL consultato il 10 febbraio 2017.
145. ↑  Maiorino, p. 212.
146. ↑  Busico, p. 53.
147. 1 2   Andrea Mason, Il Giornale di Vicenza.it - Dossier - Vicenza - Italia 150º - 3 - Bandiera invece del gonfalone. Vicenza è l'unica città d'Italia, su ilgiornaledivicenza.it, 7 marzo 2011. URL consultato il 14 gennaio 2016 (archiviato dall'url originale il 16 marzo 2015).
148. ↑  Maiorino, p. 214.
149. ↑  Busico, p. 55.
150. ↑  Maiorino, pp. 216-217.
151. 1 2 3 4 5  Maiorino, p. 219.
152. 1 2  Maiorino, p. 220.
153. ↑  Maiorino, p. 221.
154. ↑  Villa, p. 28.
155. ↑  Maiorino, p. 222.
156. 1 2  Maiorino, p. 223.
157. 1 2  Tarozzi, p. 320.
158. 1 2   Paolo Pierangelo, 150 anni di D'Annunzio, l'ideatore dello scudetto sulle maglie da gioco, su fantagazzetta.com, 18 aprile 2013. URL consultato il 19 febbraio 2016 (archiviato dall'url originale il 20 ottobre 2017).
159. 1 2  Maiorino, p. 226.
160. 1 2  Villa, pp. 28-29.
161. 1 2  Maiorino, p. 227.
162. 1 2  Tarozzi, p. 297.
163. 1 2  Maiorino, p. 228.
164. ↑  Tarozzi, p. 12.
165. 1 2  Maiorino, p. 231.
166. ↑  Villa, p. 29.
167. 1 2  Maiorino, p. 235.
168. ↑  De Vito.
169. 1 2 3 4 5  Maiorino, p. 238.
170. ↑  Tarozzi, p. 235.
171. ↑  Maiorino, p. 239.
172. ↑  Villa, pp. 29-30.
173. 1 2  Maiorino, p. 243.
174. ↑  Busico, p. 63.
175. 1 2  Maiorino, p. 246.
176. 1 2  Busico, p. 65.
177. ↑  Maiorino, p. 247.
178. ↑  Tarozzi, p. 257.
179. 1 2 3 4  Maiorino, p. 248.
180. 1 2  Villa, p. 31.
181. ↑   Leonardo Bizzaro, I dirigibili, il tricolore e la tenda rossa: il Polo Nord di Umberto Nobile, pilota aristocratico, su repubblica.it, 13 maggio 2013. URL consultato il 28 giugno 2017.
182. ↑  Maiorino, pp. 249-251.
183. ↑  Maiorino, pp. 252-253.
184. ↑  Maiorino, p. 259.
185. 1 2  Maiorino, p. 256.
186. 1 2  Maiorino, p. 267.
187. ↑  Tarozzi, p. 337.
188. 1 2  Maiorino, p. 268.
189. ↑  Maiorino, p. 271.
190. ↑  Villa, p. 32.
191. ↑  Tarozzi, p. 13.
192. ↑   Costituzione della Repubblica Sociale Italiana, su dircost.unito.it. URL consultato il 19 marzo 2016..
193. ↑  Tarozzi, pp. 337-338.
194. 1 2  Busico, p. 71.
195. ↑  Costituzione della Repubblica Italiana, articolo 12
196. ↑  Tarozzi, p. 338.
197. ↑  Tarozzi, p. 363.
198. 1 2  Maiorino, p. 272.
199. ↑  Tarozzi, p. 341.
200. ↑  Busico, p. 69.
201. ↑   Vittori porta nello Spazio il tricolore, su asi.it, 7 gennaio 2011. URL consultato il 17 febbraio 2016 (archiviato dall'url originale il 25 febbraio 2016).
202. ↑   1950-1958. In Somalia per l'AFIS: la prima missione di pace, su carabinieri.it. URL consultato il 9 marzo 2017.
203. ↑  Bellocchi, pp. 49-63.
204. ↑  Busico, p. 73.
205. 1 2 3  Legge 31 dicembre 1996, n. 671, articolo 1, in materia di "Celebrazione nazionale del bicentenario della prima bandiera nazionale"
206. ↑   Il Tricolore compie duecentodieci anni, su repubblica.it, 7 gennaio 2007. URL consultato il 21 gennaio 2016.
207. 1 2  Busico, p. 235.
208. 1 2   Puntata di "Il tempo e la storia" su Il Canto degli Italiani, su raistoria.rai.it:80. URL consultato il 1º marzo 2017.
209. ↑  Legge 23 novembre 2012, n. 222, articolo 1, in materia di "Norme sull'acquisizione di conoscenze e competenze in materia di «Cittadinanza e Costituzione» e sull'insegnamento dell'inno di Mameli nelle scuole"
210. ↑   Legge 23 novembre 2012, n. 222, su gazzettaufficiale.it. URL consultato il 30 novembre 2014.
211. ↑   La Costituzione della Repubblica Italiana, su governo.it. URL consultato il 14 gennaio 2016 (archiviato dall'url originale l'8 maggio 2013).
212. 1 2 3 4   Il tricolore, su radiomarconi.com:80. URL consultato il 22 marzo 2016 (archiviato dall'url originale il 21 giugno 2016).
213. 1 2 3 4  Villa, p. 35.
214. 1 2   Dopo 206 anni codificati i toni del nostro simbolo nazionale, su radiomarconi.com:80. URL consultato il 17 febbraio 2016 (archiviato dall'url originale l'11 ottobre 2016).
215. 1 2  Cfr. (EN) 17-6153 TCX Fern Green, su perbang.dk. URL consultato il 10 febbraio 2025, (EN) 11-0601 TCX Bright White, su perbang.dk. URL consultato il 10 febbraio 2025 e (EN) 18-1662 TCX Flame Scarlet, su perbang.dk. URL consultato il 10 febbraio 2025.
216. ↑  Fiorini, pp. 239-267 e 676-710.
217. ↑   Il significato dei tre colori della nostra Bandiera Nazionale, su radiomarconi.com. URL consultato il 20 agosto 2018 (archiviato dall'url originale il 1º agosto 2018).
218. ↑   Perché la bandiera italiana è verde bianca rossa, su lettera43.it. URL consultato il 20 agosto 2018.
219. 1 2 3  Maiorino, p. 278.
220. 1 2 3  Maiorino, p. 280.
221. ↑  Decreto del presidente della Repubblica 7 aprile 2000, n. 121, articolo 6, in materia di "Regolamento recante disciplina dell'uso delle bandiere della Repubblica italiana e dell'Unione europea da parte delle amministrazioni dello Stato e degli enti pubblici"
222. ↑  Legge 5 febbraio 1998, n. 22, in materia di "Disposizioni generali sull'uso della bandiera della Repubblica italiana e di quella dell'Unione europea"
223. 1 2 3 4  Maiorino, p. 279.
224. ↑   Belgio: bandiere a mezz'asta sulla facciata di P.Chigi, su adnkronos.com, 22 marzo 2016. URL consultato il 13 gennaio 2021.
225. ↑   Strage a Nizza: Bandiere a mezz’asta a Palazzo Chigi, su ilpopoloveneto.it, 15 luglio 2016. URL consultato il 13 gennaio 2021 (archiviato dall'url originale il 15 gennaio 2021).
226. ↑  art. 9, comma 2, D.P.R. 7 aprile 2000, n. 121
227. ↑   Visita ufficiale del Presidente della Federazione Russa Vladimir Vladimirovich Putin, su quirinale.it, 4 luglio 2019. URL consultato il 17 gennaio 2021.
228. ↑  art. 2, comma 2, D.P.R. 7 aprile 2000, n. 121
229. ↑   Ufficio del Cerimoniale di Stato, su presidenza.governo.it. URL consultato l'8 dicembre 2020.
230. ↑  Maiorino, pp. 279-280.
231. 1 2 3  Villa, p. 36.
232. ↑  art. 5, comma 2, D.P.R. 7 aprile 2000, n. 121
233. ↑  art. 5, comma 1, D.P.R. 7 aprile 2000, n. 121
234. 1 2   Schemi di esposizione della bandiera italiana - Le "istruzioni per l'uso" sono leggi dello Stato - Come si espone - COME SI ESPONGONO LE BANDIERE. La storia del Tricolore, su radiomarconi.com. URL consultato il 9 febbraio 2017 (archiviato dall'url originale il 7 marzo 2017).
235. ↑   Corriere della Sera - Come si piega la bandiera, su corriere.it. URL consultato il 9 febbraio 2017.
236. ↑   come si piega la bandiera tricolore?, su associazionelagunari.it, 17 marzo 2011. URL consultato il 9 febbraio 2017.
237. ↑  Villa, pp. 37-38.
238. ↑  Bricchetti, p. 119.
239. ↑  Giangrande, p. 486.
240. ↑   Cassazione, confermata la condanna per Bossi: vilipendio, su ilgiornale.it, 15 giugno 2007. URL consultato il 26 marzo 2016.
241. ↑  Villa, p. 70.
242. 1 2   La bandiera Italiana, su radiomarconi.com. URL consultato il 17 febbraio 2016 (archiviato dall'url originale il 3 marzo 2016).
243. ↑   7 gennaio, ecco la festa del Tricolore [collegamento interrotto], su municipio.re.it, 22 dicembre 2015. URL consultato l'11 febbraio 2017.
244. ↑   Festa del Tricolore – Cerimonia del 7 gennaio 2022, su eventi.comune.re.it. URL consultato il 5 gennaio 2023 (archiviato il 5 gennaio 2022).
245. 1 2   Al via al Quirinale le celebrazioni per il 2 giugno con il Cambio della Guardia d'onore, su aostasera.it, 1º giugno 2015. URL consultato il 21 gennaio 2016.
246. ↑  https://www.quirinale.it/elementi/24832
247. 1 2 3  Maiorino, p. 285.
248. ↑  Busico, pp. 153-155.
249. ↑   Museo centrale del Risorgimento - Complesso del Vittoriano, su romartguide.it:80, romartguide.it. URL consultato il 7 marzo 2016.
250. ↑   Il Sacrario delle Bandiere al Vittoriano, su marina.difesa.it. URL consultato il 19 febbraio 2017.
251. ↑  Maiorino, pp. 286-288.
252. ↑  Busico, p. 207.
253. 1 2 3  Maiorino, p. 294.
254. ↑  Busico, pp. 165-167.
255. ↑  Busico, p. 201.
256. ↑  Maiorino, pp. 288-289.
257. 1 2  Maiorino, p. 289.
258. ↑  Maiorino, p. 290.
259. ↑  Maiorino, p. 291.
260. ↑  Busico, p. 191.
261. ↑  Maiorino, pp. 291-292.
262. 1 2  Maiorino, p. 292.
263. ↑  Busico, pp. 169-172.
264. ↑  Busico, pp. 179-181.
265. ↑  Busico, p. 187.
266. ↑  Busico, p. 199.
267. ↑  Busico, p. 229.
268. ↑  Maiorino, p. 293.
269. ↑  Busico, pp. 193-194.
270. ↑  Busico, p. 227.
271. 1 2  Maiorino, pp. 294-295.
272. ↑  Busico, pp. 203-205.
273. ↑  Busico, p. 197.
274. ↑   Il Risorgimento, in museodeibrettiiedeglienotri.it.
275. ↑   SIAS - Sistema Informativo degli Archivi di Stato, su archivi-sias.it. URL consultato il 4 marzo 2017 (archiviato dall'url originale il 5 marzo 2017).
276. ↑   Sardegna Cultura - Luoghi della cultura - Musei, su sardegnacultura.it. URL consultato il 4 marzo 2017 (archiviato dall'url originale il 5 marzo 2017).
277. ↑  Bellocchi, p. 55.
278. ↑  Bellocchi, p. 113.
279. ↑  Bellocchi, p. 118.
280. ↑  Villa, p. 9.
281. 1 2   Marcello Salvi, 210 anni di Tricolore, su legiopraetoria.it. URL consultato il 4 maggio 2017.
282. ↑  Bellocchi, p. 128.
283. ↑  Villa, p. 17.
284. ↑  Villa, p. 20.
285. ↑   Cartoline dal Risorgimento, su brera.beniculturali.it. URL consultato il 14 febbraio 2016 (archiviato dall'url originale l'11 settembre 2011).
286. ↑  Villa, p. 27.
287. ↑   Il 26 aprile 1859, su artesuarte.it. URL consultato il 4 maggio 2017.
288. ↑   Giacomo Balla. Interventismo 1915-2015, su arte.it. URL consultato il 18 febbraio 2016.
289. 1 2  Maiorino, p. 161.
290. 1 2 3 4 5  Maiorino, p. 181.
291. ↑   La bandiera dei tre colori (con file audio), su =amici-lincei.it. URL consultato l'11 febbraio 2016 (archiviato dall'url originale il 22 gennaio 2016).
292. ↑  Maiorino, p. 210.
293. ↑  Maiorino, p. 203.
294. ↑   Inno di Garibaldi, su ingeb.org. URL consultato il 12 febbraio 2016.
295. ↑  Maiorino, p. 253.
296. ↑  Tarozzi, p. 427.
297. ↑  Tarozzi, p. 407.
298. ↑   Matteo Vannacci, Graziano Romani – Tre Colori, su ilpopolodelblues.com. URL consultato il 18 febbraio 2016.
299. ↑   Giuseppe Tomasi di Lampedusa, Il Gattopardo, Feltrinelli, 2013,  p. 50.
300. ↑   Bandiera Messico, su bandiere-nazionali.it. URL consultato il 17 febbraio 2016 (archiviato dall'url originale il 18 gennaio 2016).
301. 1 2 3  Maiorino, p. 151.
302. ↑   Bandiera Irlanda, su bandiere-nazionali.it. URL consultato il 17 febbraio 2016 (archiviato dall'url originale il 7 aprile 2016).
303. 1 2 3 4 5 6  Villa, p. 39.